# Lista över fornlämningar i Stenungsunds kommun
Lista över fornlämningar i Stenungsunds kommun är en förteckning av ett urval av de fornlämningar som finns i Stenungsunds kommun.

## Jörlanda
| Namn                              | Lämningstyp                 | Tillkomsttid | Historisk indelning | Plats | Läge                 | ID-nr          | Bild                                 |
| --------------------------------- | --------------------------- | ------------ | ------------------- | ----- | -------------------- | -------------- | ------------------------------------ |
| Jörlanda 5:1                      | Stensättning                |              | Jörlanda, Bohuslän  |       | 57.962463, 11.837565 | 10155800050001 | Ladda upp en bild av detta fornminne |
| Jörlanda 5:2                      | Stensättning                |              | Jörlanda, Bohuslän  |       | 57.962299, 11.837995 | 10155800050002 | Ladda upp en bild av detta fornminne |
| Jörlanda 6:1                      | Stensättning                |              | Jörlanda, Bohuslän  |       | 57.964942, 11.836929 | 10155800060001 | Ladda upp en bild av detta fornminne |
| Jörlanda 7:1                      | Stensättning                |              | Jörlanda, Bohuslän  |       | 57.986542, 11.854749 | 10155800070001 | Ladda upp en bild av detta fornminne |
| Jörlanda 8:1                      | Stensättning                |              | Jörlanda, Bohuslän  |       | 57.984175, 11.858952 | 10155800080001 | Ladda upp en bild av detta fornminne |
| Jörlanda 8:2                      | Stensättning                |              | Jörlanda, Bohuslän  |       | 57.984117, 11.859159 | 10155800080002 | Ladda upp en bild av detta fornminne |
| Jörlanda 8:3                      | Stensättning                |              | Jörlanda, Bohuslän  |       | 57.984235, 11.859148 | 10155800080003 | Ladda upp en bild av detta fornminne |
| Jörlanda 11:1                     | Stensättning                |              | Jörlanda, Bohuslän  |       | 57.972099, 11.793126 | 10155800110001 | Ladda upp en bild av detta fornminne |
| Jörlanda 12:1                     | Hällristning                |              | Jörlanda, Bohuslän  |       | 57.979995, 11.836817 | 10155800120001 | Ladda upp en bild av detta fornminne |
| Jörlanda 18:1                     | Stensättning                |              | Jörlanda, Bohuslän  |       | 57.979230, 11.862201 | 10155800180001 | Ladda upp en bild av detta fornminne |
| Jörlanda 19:1                     | Stensättning                |              | Jörlanda, Bohuslän  |       | 57.988926, 11.849337 | 10155800190001 | Ladda upp en bild av detta fornminne |
| Jörlanda 20:1                     | Stensättning                |              | Jörlanda, Bohuslän  |       | 57.990142, 11.857426 | 10155800200001 | Ladda upp en bild av detta fornminne |
| Jörlanda 21:1                     | Röse                        |              | Jörlanda, Bohuslän  |       | 57.990807, 11.850443 | 10155800210001 | Ladda upp en bild av detta fornminne |
| Jörlanda 24:1                     | Stensättning                |              | Jörlanda, Bohuslän  |       | 57.985786, 11.836073 | 10155800240001 | Ladda upp en bild av detta fornminne |
| Jörlanda 25:1                     | Stensättning                |              | Jörlanda, Bohuslän  |       | 57.980687, 11.837775 | 10155800250001 | Ladda upp en bild av detta fornminne |
| Jörlanda 26:1                     | Stensättning                |              | Jörlanda, Bohuslän  |       | 57.981432, 11.861544 | 10155800260001 | Ladda upp en bild av detta fornminne |
| Jörlanda 26:2                     | Stensättning                |              | Jörlanda, Bohuslän  |       | 57.981601, 11.861412 | 10155800260002 | Ladda upp en bild av detta fornminne |
| Jörlanda 29:1                     | Stensättning                |              | Jörlanda, Bohuslän  |       | 57.977824, 11.796716 | 10155800290001 | Ladda upp en bild av detta fornminne |
| Rämma rös (Jörlanda 33:1)         | Röse                        |              | Jörlanda, Bohuslän  |       | 57.963426, 11.863112 | 10155800330001 | Ladda upp en bild av detta fornminne |
| Stridskullen (Jörlanda 34:1)      | Stensättning                |              | Jörlanda, Bohuslän  |       | 57.970373, 11.845347 | 10155800340001 | Ladda upp en bild av detta fornminne |
| Stridskullen (Jörlanda 34:2)      | Hög                         |              | Jörlanda, Bohuslän  |       | 57.970414, 11.846293 | 10155800340002 | Ladda upp en bild av detta fornminne |
| Jörlanda 35:1                     | Stensättning                |              | Jörlanda, Bohuslän  |       | 57.974485, 11.840900 | 10155800350001 | Ladda upp en bild av detta fornminne |
| Jörlanda 36:1                     | Hög                         |              | Jörlanda, Bohuslän  |       | 57.972849, 11.842311 | 10155800360001 | Ladda upp en bild av detta fornminne |
| Jörlanda 36:2                     | Stensättning                |              | Jörlanda, Bohuslän  |       | 57.973123, 11.841876 | 10155800360002 | Ladda upp en bild av detta fornminne |
| Jörlanda 37:1                     | Röse                        |              | Jörlanda, Bohuslän  |       | 57.977054, 11.849330 | 10155800370001 | Ladda upp en bild av detta fornminne |
| Jörlanda 40:1                     | Hög                         |              | Jörlanda, Bohuslän  |       | 57.970121, 11.847259 | 10155800400001 | Ladda upp en bild av detta fornminne |
| Burgeln (Jörlanda 43:1)           | Fornborg                    |              | Jörlanda, Bohuslän  |       | 57.978117, 11.881808 | 10155800430001 | Ladda upp en bild av detta fornminne |
| Jörlanda 46:1                     | Hällristning                |              | Jörlanda, Bohuslän  |       | 57.983489, 11.827028 | 10155800460001 | Ladda upp en bild av detta fornminne |
| Jörlanda 47:1                     | Hällristning                |              | Jörlanda, Bohuslän  |       | 57.985367, 11.827732 | 10155800470001 | Ladda upp en bild av detta fornminne |
| Jörlanda 48:1                     | Stensättning                |              | Jörlanda, Bohuslän  |       | 57.986988, 11.794575 | 10155800480001 | Ladda upp en bild av detta fornminne |
| Jörlanda 48:2                     | Stensättning                |              | Jörlanda, Bohuslän  |       | 57.987025, 11.794253 | 10155800480002 | Ladda upp en bild av detta fornminne |
| Jörlanda 48:3                     | Stensättning                |              | Jörlanda, Bohuslän  |       | 57.986727, 11.794205 | 10155800480003 | Ladda upp en bild av detta fornminne |
| Jörlanda 49:1                     | Stensättning                |              | Jörlanda, Bohuslän  |       | 57.987506, 11.793512 | 10155800490001 | Ladda upp en bild av detta fornminne |
| Jörlanda 51:1                     | Stensättning                |              | Jörlanda, Bohuslän  |       | 57.985246, 11.796846 | 10155800510001 | Ladda upp en bild av detta fornminne |
| Jörlanda 53:1                     | Stensättning                |              | Jörlanda, Bohuslän  |       | 57.998739, 11.831695 | 10155800530001 | Ladda upp en bild av detta fornminne |
| Jörlanda 54:1                     | Gravfält                    |              | Jörlanda, Bohuslän  |       | 57.983873, 11.815318 | 10155800540001 | Ladda upp en bild av detta fornminne |
| Jörlanda 55:1                     | Stensättning                |              | Jörlanda, Bohuslän  |       | 57.982586, 11.815274 | 10155800550001 | Ladda upp en bild av detta fornminne |
| Jörlanda 55:2                     | Stensättning                |              | Jörlanda, Bohuslän  |       | 57.982447, 11.815186 | 10155800550002 | Ladda upp en bild av detta fornminne |
| Jörlanda 56:1                     | Stensättning                |              | Jörlanda, Bohuslän  |       | 57.983965, 11.810205 | 10155800560001 | Ladda upp en bild av detta fornminne |
| Jörlanda 58:1                     | Gravfält                    |              | Jörlanda, Bohuslän  |       | 58.003208, 11.809760 | 10155800580001 | Ladda upp en bild av detta fornminne |
| Jörlanda 59:1                     | Hög                         |              | Jörlanda, Bohuslän  |       | 58.003643, 11.808114 | 10155800590001 | Ladda upp en bild av detta fornminne |
| Jörlanda 59:2                     | Stensättning                |              | Jörlanda, Bohuslän  |       | 58.003896, 11.807847 | 10155800590002 | Ladda upp en bild av detta fornminne |
| Jörlanda 60:1                     | Stensättning                |              | Jörlanda, Bohuslän  |       | 58.002437, 11.811663 | 10155800600001 | Ladda upp en bild av detta fornminne |
| Jörlanda 60:2                     | Stensättning                |              | Jörlanda, Bohuslän  |       | 58.002444, 11.811875 | 10155800600002 | Ladda upp en bild av detta fornminne |
| Jörlanda 60:3                     | Stensättning                |              | Jörlanda, Bohuslän  |       | 58.002616, 11.811848 | 10155800600003 | Ladda upp en bild av detta fornminne |
| Jörlanda 61:1                     | Stensättning                |              | Jörlanda, Bohuslän  |       | 58.001304, 11.815703 | 10155800610001 | Ladda upp en bild av detta fornminne |
| Jörlanda 61:2                     | Stensättning                |              | Jörlanda, Bohuslän  |       | 58.001417, 11.815665 | 10155800610002 | Ladda upp en bild av detta fornminne |
| Jörlanda 66:1                     | Stensättning                |              | Jörlanda, Bohuslän  |       | 58.010859, 11.807131 | 10155800660001 | Ladda upp en bild av detta fornminne |
| Jörlanda 67:1                     | Stensättning                |              | Jörlanda, Bohuslän  |       | 58.010416, 11.809924 | 10155800670001 | Ladda upp en bild av detta fornminne |
| Valeberget (Jörlanda 70:1)        | Röse                        |              | Jörlanda, Bohuslän  |       | 58.018759, 11.810148 | 10155800700001 | Ladda upp en bild av detta fornminne |
| Jörlanda 71:1                     | Stensättning                |              | Jörlanda, Bohuslän  |       | 58.016022, 11.828209 | 10155800710001 | Ladda upp en bild av detta fornminne |
| Jörlanda 72:1                     | Stensättning                |              | Jörlanda, Bohuslän  |       | 58.016828, 11.825835 | 10155800720001 | Ladda upp en bild av detta fornminne |
| Jörlanda 73:1                     | Stensättning                |              | Jörlanda, Bohuslän  |       | 58.019240, 11.853265 | 10155800730001 | Ladda upp en bild av detta fornminne |
| Jörlanda 73:2                     | Stensättning                |              | Jörlanda, Bohuslän  |       | 58.019291, 11.853399 | 10155800730002 | Ladda upp en bild av detta fornminne |
| Jörlanda 73:3                     | Stensättning                |              | Jörlanda, Bohuslän  |       | 58.018991, 11.853627 | 10155800730003 | Ladda upp en bild av detta fornminne |
| Jörlanda 74:1                     | Gravfält                    |              | Jörlanda, Bohuslän  |       | 58.018457, 11.854631 | 10155800740001 | Ladda upp en bild av detta fornminne |
| Jörlanda 75:1                     | Stensättning                |              | Jörlanda, Bohuslän  |       | 58.017664, 11.849705 | 10155800750001 | Ladda upp en bild av detta fornminne |
| Jörlanda 75:2                     | Stensättning                |              | Jörlanda, Bohuslän  |       | 58.017612, 11.849944 | 10155800750002 | Ladda upp en bild av detta fornminne |
| Jörlanda 77:1                     | Stensättning                |              | Jörlanda, Bohuslän  |       | 58.003995, 11.838883 | 10155800770001 | Ladda upp en bild av detta fornminne |
| Jörlanda 78:1                     | Stenkrets                   |              | Jörlanda, Bohuslän  |       | 58.003444, 11.843201 | 10155800780001 | Ladda upp en bild av detta fornminne |
| Jörlanda 81:1                     | Hällristning                |              | Jörlanda, Bohuslän  |       | 57.991374, 11.829324 | 10155800810001 | Ladda upp en bild av detta fornminne |
| Jörlanda 82:1                     | Stensättning                |              | Jörlanda, Bohuslän  |       | 57.992185, 11.826703 | 10155800820001 | Ladda upp en bild av detta fornminne |
| Jörlanda 83:1                     | Stensättning                |              | Jörlanda, Bohuslän  |       | 57.995921, 11.813641 | 10155800830001 | Ladda upp en bild av detta fornminne |
| Jörlanda 83:2                     | Stensättning                |              | Jörlanda, Bohuslän  |       | 57.995556, 11.814008 | 10155800830002 | Ladda upp en bild av detta fornminne |
| Jörlanda 84:1                     | Stensättning                |              | Jörlanda, Bohuslän  |       | 57.996873, 11.812872 | 10155800840001 | Ladda upp en bild av detta fornminne |
| Jörlanda 85:1                     | Stensättning                |              | Jörlanda, Bohuslän  |       | 57.995823, 11.820298 | 10155800850001 | Ladda upp en bild av detta fornminne |
| Jörlanda 86:1                     | Stensättning                |              | Jörlanda, Bohuslän  |       | 57.996428, 11.820020 | 10155800860001 | Ladda upp en bild av detta fornminne |
| Jörlanda 88:1                     | Stensättning                |              | Jörlanda, Bohuslän  |       | 57.971628, 11.830334 | 10155800880001 | Ladda upp en bild av detta fornminne |
| Jörlanda 88:2                     | Stensättning                |              | Jörlanda, Bohuslän  |       | 57.971600, 11.831187 | 10155800880002 | Ladda upp en bild av detta fornminne |
| Jörlanda 88:3                     | Stensättning                |              | Jörlanda, Bohuslän  |       | 57.971324, 11.831058 | 10155800880003 | Ladda upp en bild av detta fornminne |
| Jörlanda 88:4                     | Stensättning                |              | Jörlanda, Bohuslän  |       | 57.971164, 11.831047 | 10155800880004 | Ladda upp en bild av detta fornminne |
| Jörlanda 90:1                     | Stensättning                |              | Jörlanda, Bohuslän  |       | 57.966972, 11.829799 | 10155800900001 | Ladda upp en bild av detta fornminne |
| Jörlanda 91:1                     | Stensättning                |              | Jörlanda, Bohuslän  |       | 57.986103, 11.773995 | 10155800910001 | Ladda upp en bild av detta fornminne |
| Jörlanda 92:1                     | Stensättning                |              | Jörlanda, Bohuslän  |       | 57.984956, 11.779540 | 10155800920001 | Ladda upp en bild av detta fornminne |
| Jörlanda 93:1                     | Stensättning                |              | Jörlanda, Bohuslän  |       | 57.985560, 11.781390 | 10155800930001 | Ladda upp en bild av detta fornminne |
| Jörlanda 94:1                     | Stensättning                |              | Jörlanda, Bohuslän  |       | 57.983317, 11.782825 | 10155800940001 | Ladda upp en bild av detta fornminne |
| Jörlanda 95:1                     | Stensättning                |              | Jörlanda, Bohuslän  |       | 57.981289, 11.776789 | 10155800950001 | Ladda upp en bild av detta fornminne |
| Jörlanda 95:2                     | Stensättning                |              | Jörlanda, Bohuslän  |       | 57.981196, 11.776724 | 10155800950002 | Ladda upp en bild av detta fornminne |
| Jörlanda 95:3                     | Stensättning                |              | Jörlanda, Bohuslän  |       | 57.981112, 11.776605 | 10155800950003 | Ladda upp en bild av detta fornminne |
| Jörlanda 96:1                     | Gravfält                    |              | Jörlanda, Bohuslän  |       | 57.977456, 11.766221 | 10155800960001 | Ladda upp en bild av detta fornminne |
| Jörlanda 97:1                     | Stensättning                |              | Jörlanda, Bohuslän  |       | 57.977665, 11.763898 | 10155800970001 | Ladda upp en bild av detta fornminne |
| Jörlanda 99:1                     | Stensättning                |              | Jörlanda, Bohuslän  |       | 57.972479, 11.823043 | 10155800990001 | Ladda upp en bild av detta fornminne |
| Jörlanda 100:1                    | Stensättning                |              | Jörlanda, Bohuslän  |       | 57.971059, 11.814905 | 10155801000001 | Ladda upp en bild av detta fornminne |
| Jörlanda 100:2                    | Stensättning                |              | Jörlanda, Bohuslän  |       | 57.970922, 11.814752 | 10155801000002 | Ladda upp en bild av detta fornminne |
| Jörlanda 101:1                    | Stensättning                |              | Jörlanda, Bohuslän  |       | 57.970190, 11.816969 | 10155801010001 | Ladda upp en bild av detta fornminne |
| Jörlanda 103:1                    | Stensättning                |              | Jörlanda, Bohuslän  |       | 57.968511, 11.816185 | 10155801030001 | Ladda upp en bild av detta fornminne |
| Jörlanda 104:1                    | Stensättning                |              | Jörlanda, Bohuslän  |       | 57.969153, 11.812038 | 10155801040001 | Ladda upp en bild av detta fornminne |
| Jörlanda 105:1                    | Stensättning                |              | Jörlanda, Bohuslän  |       | 57.972782, 11.800717 | 10155801050001 | Ladda upp en bild av detta fornminne |
| Jörlanda 106:1                    | Stensättning                |              | Jörlanda, Bohuslän  |       | 57.974715, 11.807592 | 10155801060001 | Ladda upp en bild av detta fornminne |
| Jörlanda 106:2                    | Stensättning                |              | Jörlanda, Bohuslän  |       | 57.974628, 11.807239 | 10155801060002 | Ladda upp en bild av detta fornminne |
| Jörlanda 106:3                    | Stensättning                |              | Jörlanda, Bohuslän  |       | 57.974746, 11.807298 | 10155801060003 | Ladda upp en bild av detta fornminne |
| Jörlanda 106:4                    | Stensättning                |              | Jörlanda, Bohuslän  |       | 57.974596, 11.807069 | 10155801060004 | Ladda upp en bild av detta fornminne |
| Jörlanda 109:1                    | Stensättning                |              | Jörlanda, Bohuslän  |       | 57.974649, 11.779654 | 10155801090001 | Ladda upp en bild av detta fornminne |
| Jörlanda 110:1                    | Stensättning                |              | Jörlanda, Bohuslän  |       | 57.974556, 11.781957 | 10155801100001 | Ladda upp en bild av detta fornminne |
| Jörlanda 110:2                    | Stensättning                |              | Jörlanda, Bohuslän  |       | 57.974714, 11.782352 | 10155801100002 | Ladda upp en bild av detta fornminne |
| Jörlanda 111:1                    | Grav markerad av sten/block |              | Jörlanda, Bohuslän  |       | 57.974096, 11.782654 | 10155801110001 | Ladda upp en bild av detta fornminne |
| Jörlanda 112:1                    | Stensättning                |              | Jörlanda, Bohuslän  |       | 57.972143, 11.786721 | 10155801120001 | Ladda upp en bild av detta fornminne |
| Jörlanda 113:1                    | Stensättning                |              | Jörlanda, Bohuslän  |       | 57.978612, 11.788038 | 10155801130001 | Ladda upp en bild av detta fornminne |
| Jörlanda 114:1                    | Stensättning                |              | Jörlanda, Bohuslän  |       | 57.977275, 11.789076 | 10155801140001 | Ladda upp en bild av detta fornminne |
| Jörlanda 115:1                    | Stensättning                |              | Jörlanda, Bohuslän  |       | 57.976310, 11.781531 | 10155801150001 | Ladda upp en bild av detta fornminne |
| Jörlanda 115:2                    | Stensättning                |              | Jörlanda, Bohuslän  |       | 57.976417, 11.781802 | 10155801150002 | Ladda upp en bild av detta fornminne |
| Jörlanda 116:1                    | Stensättning                |              | Jörlanda, Bohuslän  |       | 57.976102, 11.782637 | 10155801160001 | Ladda upp en bild av detta fornminne |
| Jörlanda 117:1                    | Stensättning                |              | Jörlanda, Bohuslän  |       | 57.977287, 11.782560 | 10155801170001 | Ladda upp en bild av detta fornminne |
| Jörlanda 121:1                    | Stensättning                |              | Jörlanda, Bohuslän  |       | 58.005847, 11.846082 | 10155801210001 | Ladda upp en bild av detta fornminne |
| Jörlanda 122:1                    | Stensättning                |              | Jörlanda, Bohuslän  |       | 57.998313, 11.788211 | 10155801220001 | Ladda upp en bild av detta fornminne |
| Jörlanda 122:2                    | Stensättning                |              | Jörlanda, Bohuslän  |       | 57.998414, 11.788651 | 10155801220002 | Ladda upp en bild av detta fornminne |
| Jörlanda 123:1                    | Gravfält                    |              | Jörlanda, Bohuslän  |       | 57.999197, 11.786498 | 10155801230001 | Ladda upp en bild av detta fornminne |
| Jörlanda 124:1                    | Stensättning                |              | Jörlanda, Bohuslän  |       | 58.010682, 11.791903 | 10155801240001 | Ladda upp en bild av detta fornminne |
| Jörlanda 124:2                    | Stensättning                |              | Jörlanda, Bohuslän  |       | 58.010541, 11.792381 | 10155801240002 | Ladda upp en bild av detta fornminne |
| Jörlanda 124:3                    | Stensättning                |              | Jörlanda, Bohuslän  |       | 58.010864, 11.791542 | 10155801240003 | Ladda upp en bild av detta fornminne |
| Jörlanda 125:1                    | Gravfält                    |              | Jörlanda, Bohuslän  |       | 58.021200, 11.796775 | 10155801250001 | Ladda upp en bild av detta fornminne |
| Jörlanda 126:1                    | Röse                        |              | Jörlanda, Bohuslän  |       | 58.024735, 11.797653 | 10155801260001 | Ladda upp en bild av detta fornminne |
| Jörlanda 126:2                    | Stensättning                |              | Jörlanda, Bohuslän  |       | 58.024700, 11.797883 | 10155801260002 | Ladda upp en bild av detta fornminne |
| Jörlanda 127:1                    | Stensättning                |              | Jörlanda, Bohuslän  |       | 58.010327, 11.851060 | 10155801270001 | Ladda upp en bild av detta fornminne |
| Jörlanda 131:1                    | Stensättning                |              | Jörlanda, Bohuslän  |       | 58.021820, 11.825791 | 10155801310001 | Ladda upp en bild av detta fornminne |
| Jörlanda 133:1                    | Stensättning                |              | Jörlanda, Bohuslän  |       | 58.024089, 11.841622 | 10155801330001 | Ladda upp en bild av detta fornminne |
| Jörlanda 139:1                    | Hällristning                |              | Jörlanda, Bohuslän  |       | 57.987008, 11.844404 | 10155801390001 | Ladda upp en bild av detta fornminne |
| Jörlanda 140:1                    | Hällristning                |              | Jörlanda, Bohuslän  |       | 57.976017, 11.808922 | 10155801400001 | Ladda upp en bild av detta fornminne |
| Lilla Björsfjäll (Jörlanda 155:1) | Fornborg                    |              | Jörlanda, Bohuslän  |       | 57.956747, 11.944929 | 10155801550001 | Ladda upp en bild av detta fornminne |
| Jörlanda 186:1                    | Hällristning                |              | Jörlanda, Bohuslän  |       | 57.978691, 11.821066 | 10155801860001 | Ladda upp en bild av detta fornminne |
| Jörlanda 186:2                    | Hällristning                |              | Jörlanda, Bohuslän  |       | 57.978691, 11.821058 | 10155801860002 | Ladda upp en bild av detta fornminne |
| Jörlanda 186:3                    | Hällristning                |              | Jörlanda, Bohuslän  |       | 57.978694, 11.821058 | 10155801860003 | Ladda upp en bild av detta fornminne |
| Jörlanda 186:4                    | Hällristning                |              | Jörlanda, Bohuslän  |       | 57.978697, 11.820821 | 10155801860004 | Ladda upp en bild av detta fornminne |
| Jörlanda 189:1                    | Stensättning                |              | Jörlanda, Bohuslän  |       | 57.980852, 11.861661 | 10155801890001 | Ladda upp en bild av detta fornminne |
| Jörlanda 189:2                    | Stensättning                |              | Jörlanda, Bohuslän  |       | 57.980584, 11.861892 | 10155801890002 | Ladda upp en bild av detta fornminne |
| Jörlanda 189:3                    | Stensättning                |              | Jörlanda, Bohuslän  |       | 57.980503, 11.861779 | 10155801890003 | Ladda upp en bild av detta fornminne |
| Jörlanda 189:4                    | Stensättning                |              | Jörlanda, Bohuslän  |       | 57.980457, 11.861572 | 10155801890004 | Ladda upp en bild av detta fornminne |
| Jörlanda 190:1                    | Stensättning                |              | Jörlanda, Bohuslän  |       | 57.971159, 11.799375 | 10155801900001 | Ladda upp en bild av detta fornminne |
| Jörlanda 191:1                    | Stensättning                |              | Jörlanda, Bohuslän  |       | 57.970030, 11.831170 | 10155801910001 | Ladda upp en bild av detta fornminne |
| Jörlanda 194:1                    | Stensättning                |              | Jörlanda, Bohuslän  |       | 57.973968, 11.812950 | 10155801940001 | Ladda upp en bild av detta fornminne |
| Jörlanda 199:1                    | Stensättning                |              | Jörlanda, Bohuslän  |       | 57.984281, 11.807796 | 10155801990001 | Ladda upp en bild av detta fornminne |
| Jörlanda 199:2                    | Stensättning                |              | Jörlanda, Bohuslän  |       | 57.983982, 11.808013 | 10155801990002 | Ladda upp en bild av detta fornminne |
| Jörlanda 201:1                    | Gravfält                    |              | Jörlanda, Bohuslän  |       | 57.965441, 11.831081 | 10155802010001 | Ladda upp en bild av detta fornminne |
| Jörlanda 202:1                    | Stensättning                |              | Jörlanda, Bohuslän  |       | 57.964981, 11.831890 | 10155802020001 | Ladda upp en bild av detta fornminne |
| Jörlanda 202:2                    | Stensättning                |              | Jörlanda, Bohuslän  |       | 57.964928, 11.832185 | 10155802020002 | Ladda upp en bild av detta fornminne |
| Jörlanda 202:3                    | Grav markerad av sten/block |              | Jörlanda, Bohuslän  |       | 57.965047, 11.832397 | 10155802020003 | Ladda upp en bild av detta fornminne |
| Jörlanda 202:4                    | Grav markerad av sten/block |              | Jörlanda, Bohuslän  |       | 57.965194, 11.832302 | 10155802020004 | Ladda upp en bild av detta fornminne |
| Jörlanda 202:5                    | Stensättning                |              | Jörlanda, Bohuslän  |       | 57.965105, 11.833060 | 10155802020005 | Ladda upp en bild av detta fornminne |
| Jörlanda 203:1                    | Stensättning                |              | Jörlanda, Bohuslän  |       | 57.965704, 11.834538 | 10155802030001 | Ladda upp en bild av detta fornminne |
| Jörlanda 204:1                    | Stensättning                |              | Jörlanda, Bohuslän  |       | 58.004679, 11.810604 | 10155802040001 | Ladda upp en bild av detta fornminne |
| Jörlanda 205:1                    | Stensättning                |              | Jörlanda, Bohuslän  |       | 57.996080, 11.811493 | 10155802050001 | Ladda upp en bild av detta fornminne |
| Jörlanda 217:1                    | Stensättning                |              | Jörlanda, Bohuslän  |       | 58.006593, 11.832884 | 10155802170001 | Ladda upp en bild av detta fornminne |
| Jörlanda 251:1                    | Stensättning                |              | Jörlanda, Bohuslän  |       | 58.001569, 11.782581 | 10155802510001 | Ladda upp en bild av detta fornminne |
| Jörlanda 251:2                    | Stensättning                |              | Jörlanda, Bohuslän  |       | 58.001525, 11.782461 | 10155802510002 | Ladda upp en bild av detta fornminne |
| Jörlanda 252:1                    | Stensättning                |              | Jörlanda, Bohuslän  |       | 58.001993, 11.784364 | 10155802520001 | Ladda upp en bild av detta fornminne |
| Jörlanda 253:1                    | Stensättning                |              | Jörlanda, Bohuslän  |       | 57.999100, 11.784539 | 10155802530001 | Ladda upp en bild av detta fornminne |
| Jörlanda 258:1                    | Lägenhetsbebyggelse         |              | Jörlanda, Bohuslän  |       | 58.025938, 11.799657 | 10155802580001 | Ladda upp en bild av detta fornminne |
| Jörlanda 286:1                    | Hällristning                |              | Jörlanda, Bohuslän  |       | 57.972646, 11.809975 | 10155802860001 | Ladda upp en bild av detta fornminne |
| Jörlanda 287:1                    | Hällristning                |              | Jörlanda, Bohuslän  |       | 57.973421, 11.810195 | 10155802870001 | Ladda upp en bild av detta fornminne |
| Jörlanda 288:1                    | Hällristning                |              | Jörlanda, Bohuslän  |       | 57.974746, 11.809643 | 10155802880001 | Ladda upp en bild av detta fornminne |
| Jörlanda 288:2                    | Hällristning                |              | Jörlanda, Bohuslän  |       | 57.974754, 11.809635 | 10155802880002 | Ladda upp en bild av detta fornminne |
| Jörlanda 288:3                    | Hällristning                |              | Jörlanda, Bohuslän  |       | 57.974908, 11.809590 | 10155802880003 | Ladda upp en bild av detta fornminne |
| Jörlanda 288:4                    | Hällristning                |              | Jörlanda, Bohuslän  |       | 57.974913, 11.809589 | 10155802880004 | Ladda upp en bild av detta fornminne |
| Jörlanda 289:1                    | Hällristning                |              | Jörlanda, Bohuslän  |       | 57.974650, 11.806446 | 10155802890001 | Ladda upp en bild av detta fornminne |
| Jörlanda 290:1                    | Hällristning                |              | Jörlanda, Bohuslän  |       | 57.974060, 11.810211 | 10155802900001 | Ladda upp en bild av detta fornminne |
| Jörlanda 333:1                    | Hällristning                |              | Jörlanda, Bohuslän  |       | 57.975771, 11.809703 | 10155803330001 | Ladda upp en bild av detta fornminne |
| Jörlanda 334:1                    | Hällristning                |              | Jörlanda, Bohuslän  |       | 57.974879, 11.805109 | 10155803340001 | Ladda upp en bild av detta fornminne |
| Jörlanda 334:2                    | Hällristning                |              | Jörlanda, Bohuslän  |       | 57.975053, 11.804896 | 10155803340002 | Ladda upp en bild av detta fornminne |
| Jörlanda 334:3                    | Hällristning                |              | Jörlanda, Bohuslän  |       | 57.975331, 11.804275 | 10155803340003 | Ladda upp en bild av detta fornminne |
| Jörlanda 335:1                    | Hällristning                |              | Jörlanda, Bohuslän  |       | 57.973364, 11.805337 | 10155803350001 | Ladda upp en bild av detta fornminne |
| Jörlanda 335:2                    | Hällristning                |              | Jörlanda, Bohuslän  |       | 57.973268, 11.805249 | 10155803350002 | Ladda upp en bild av detta fornminne |
| Jörlanda 336:1                    | Hällristning                |              | Jörlanda, Bohuslän  |       | 57.972671, 11.805482 | 10155803360001 | Ladda upp en bild av detta fornminne |
| Jörlanda 337:1                    | Hällristning                |              | Jörlanda, Bohuslän  |       | 57.971815, 11.806153 | 10155803370001 | Ladda upp en bild av detta fornminne |
| Jörlanda 338:1                    | Hällristning                |              | Jörlanda, Bohuslän  |       | 57.974047, 11.806207 | 10155803380001 | Ladda upp en bild av detta fornminne |
| Jörlanda 339:1                    | Hällristning                |              | Jörlanda, Bohuslän  |       | 57.971031, 11.806540 | 10155803390001 | Ladda upp en bild av detta fornminne |
| Jörlanda 340:1                    | Hällristning                |              | Jörlanda, Bohuslän  |       | 57.971821, 11.807140 | 10155803400001 | Ladda upp en bild av detta fornminne |
| Jörlanda 341:1                    | Hällristning                |              | Jörlanda, Bohuslän  |       | 57.972635, 11.808456 | 10155803410001 | Ladda upp en bild av detta fornminne |
| Jörlanda 341:2                    | Hällristning                |              | Jörlanda, Bohuslän  |       | 57.972643, 11.807817 | 10155803410002 | Ladda upp en bild av detta fornminne |
| Jörlanda 341:3                    | Hällristning                |              | Jörlanda, Bohuslän  |       | 57.972647, 11.807816 | 10155803410003 | Ladda upp en bild av detta fornminne |
| Jörlanda 342:1                    | Hällristning                |              | Jörlanda, Bohuslän  |       | 57.971388, 11.808178 | 10155803420001 | Ladda upp en bild av detta fornminne |
| Jörlanda 342:2                    | Hällristning                |              | Jörlanda, Bohuslän  |       | 57.971295, 11.808901 | 10155803420002 | Ladda upp en bild av detta fornminne |
| Jörlanda 342:3                    | Hällristning                |              | Jörlanda, Bohuslän  |       | 57.971151, 11.808898 | 10155803420003 | Ladda upp en bild av detta fornminne |
| Jörlanda 342:4                    | Hällristning                |              | Jörlanda, Bohuslän  |       | 57.971041, 11.809550 | 10155803420004 | Ladda upp en bild av detta fornminne |
| Jörlanda 342:5                    | Hällristning                |              | Jörlanda, Bohuslän  |       | 57.971698, 11.809220 | 10155803420005 | Ladda upp en bild av detta fornminne |
| Jörlanda 343:1                    | Hällristning                |              | Jörlanda, Bohuslän  |       | 57.970091, 11.808348 | 10155803430001 | Ladda upp en bild av detta fornminne |
| Jörlanda 344:1                    | Hällristning                |              | Jörlanda, Bohuslän  |       | 57.969807, 11.809221 | 10155803440001 | Ladda upp en bild av detta fornminne |
| Jörlanda 345:1                    | Hällristning                |              | Jörlanda, Bohuslän  |       | 57.969932, 11.810371 | 10155803450001 | Ladda upp en bild av detta fornminne |
| Jörlanda 346:1                    | Hällristning                |              | Jörlanda, Bohuslän  |       | 57.971523, 11.831029 | 10155803460001 | Ladda upp en bild av detta fornminne |
| Jörlanda 347:1                    | Hällristning                |              | Jörlanda, Bohuslän  |       | 57.969193, 11.826973 | 10155803470001 | Ladda upp en bild av detta fornminne |
| Jörlanda 350:1                    | Hällristning                |              | Jörlanda, Bohuslän  |       | 57.970888, 11.835312 | 10155803500001 | Ladda upp en bild av detta fornminne |
| Jörlanda 350:2                    | Hällristning                |              | Jörlanda, Bohuslän  |       | 57.970790, 11.835550 | 10155803500002 | Ladda upp en bild av detta fornminne |
| Jörlanda 351:1                    | Hällristning                |              | Jörlanda, Bohuslän  |       | 57.974091, 11.836093 | 10155803510001 | Ladda upp en bild av detta fornminne |
| Jörlanda 352:1                    | Hällristning                |              | Jörlanda, Bohuslän  |       | 57.973297, 11.837037 | 10155803520001 | Ladda upp en bild av detta fornminne |
| Jörlanda 353:1                    | Hällristning                |              | Jörlanda, Bohuslän  |       | 57.995843, 11.831988 | 10155803530001 | Ladda upp en bild av detta fornminne |
| Jörlanda 354:1                    | Hällristning                |              | Jörlanda, Bohuslän  |       | 57.980027, 11.835534 | 10155803540001 | Ladda upp en bild av detta fornminne |
| Jörlanda 355:1                    | Hällristning                |              | Jörlanda, Bohuslän  |       | 57.999827, 11.849669 | 10155803550001 | Ladda upp en bild av detta fornminne |
| Jörlanda 355:2                    | Hällristning                |              | Jörlanda, Bohuslän  |       | 57.999877, 11.849484 | 10155803550002 | Ladda upp en bild av detta fornminne |
| Jörlanda 371                      | Grav- och boplatsområde     |              | Jörlanda, Bohuslän  |       | 57.972576, 11.838119 | 12000000043048 | Ladda upp en bild av detta fornminne |

## Norum
| Namn                         | Lämningstyp                 | Tillkomsttid | Historisk indelning | Plats | Läge                 | ID-nr          | Bild                                      |
| ---------------------------- | --------------------------- | ------------ | ------------------- | ----- | -------------------- | -------------- | ----------------------------------------- |
| Norum 1:1                    | Röse                        |              | Norum, Bohuslän     |       | 58.057774, 11.787990 | 10158400010001 | Ladda upp en bild av detta fornminne      |
| Norum 3:1                    | Stensättning                |              | Norum, Bohuslän     |       | 58.061040, 11.793779 | 10158400030001 | Ladda upp en bild av detta fornminne      |
| Norum 4:1                    | Stensättning                |              | Norum, Bohuslän     |       | 58.064009, 11.819407 | 10158400040001 | Ladda upp en bild av detta fornminne      |
| Norum 6:1                    | Stensättning                |              | Norum, Bohuslän     |       | 58.045051, 11.820999 | 10158400060001 | Ladda upp en bild av detta fornminne      |
| Galgbacken (Norum 7:1)       | Hög                         |              | Norum, Bohuslän     |       | 58.047073, 11.826806 | 10158400070001 | Ladda upp en bild av detta fornminne      |
| Norum 9:1                    | Stensättning                |              | Norum, Bohuslän     |       | 58.050932, 11.818992 | 10158400090001 | Ladda upp en bild av detta fornminne      |
| Norum 9:2                    | Stensättning                |              | Norum, Bohuslän     |       | 58.050984, 11.819278 | 10158400090002 | Ladda upp en bild av detta fornminne      |
| Norum 10:1                   | Gravfält                    |              | Norum, Bohuslän     |       | 58.051051, 11.819716 | 10158400100001 | Ladda upp en bild av detta fornminne      |
| Norum 19:1                   | Stenkrets                   |              | Norum, Bohuslän     |       | 58.071566, 11.821023 | 10158400190001 | Ladda upp en bild av detta fornminne      |
| Norum 20:1                   | Stensättning                |              | Norum, Bohuslän     |       | 58.071112, 11.820767 | 10158400200001 | Ladda upp en bild av detta fornminne      |
| Norum 21:1                   | Stensättning                |              | Norum, Bohuslän     |       | 58.081630, 11.820718 | 10158400210001 | Ladda upp en bild av detta fornminne      |
| Norum 22:1                   | Stensättning                |              | Norum, Bohuslän     |       | 58.081854, 11.840161 | 10158400220001 | Ladda upp en bild av detta fornminne      |
| Norum 29:1                   | Gravfält                    |              | Norum, Bohuslän     |       | 58.071916, 11.855013 | 10158400290001 | Ladda upp en bild av detta fornminne      |
| Norum 29:2                   | Hällristning                |              | Norum, Bohuslän     |       | 58.071983, 11.855512 | 10158400290002 | Ladda upp en bild av detta fornminne      |
| Norum 30:1                   | Grav- och boplatsområde     |              | Norum, Bohuslän     |       | 58.072243, 11.856904 | 10158400300001 | Ladda upp en till bild av detta fornminne |
| Norum 32:1                   | Stensättning                |              | Norum, Bohuslän     |       | 58.072271, 11.852986 | 10158400320001 | Ladda upp en bild av detta fornminne      |
| Norum 33:1                   | Stensättning                |              | Norum, Bohuslän     |       | 58.073925, 11.856441 | 10158400330001 | Ladda upp en bild av detta fornminne      |
| Norum 33:2                   | Stensättning                |              | Norum, Bohuslän     |       | 58.073883, 11.855917 | 10158400330002 | Ladda upp en bild av detta fornminne      |
| Norum 33:3                   | Stensättning                |              | Norum, Bohuslän     |       | 58.073703, 11.856827 | 10158400330003 | Ladda upp en bild av detta fornminne      |
| Norum 34:1                   | Röse                        |              | Norum, Bohuslän     |       | 58.074785, 11.857432 | 10158400340001 | Ladda upp en bild av detta fornminne      |
| Norum 34:2                   | Stensättning                |              | Norum, Bohuslän     |       | 58.074973, 11.857297 | 10158400340002 | Ladda upp en bild av detta fornminne      |
| Norum 34:3                   | Stensättning                |              | Norum, Bohuslän     |       | 58.074718, 11.856296 | 10158400340003 | Ladda upp en bild av detta fornminne      |
| Norum 38:1                   | Hög                         |              | Norum, Bohuslän     |       | 58.080219, 11.862648 | 10158400380001 | Ladda upp en bild av detta fornminne      |
| Norum 39:1                   | Hög                         |              | Norum, Bohuslän     |       | 58.080421, 11.862180 | 10158400390001 | Ladda upp en bild av detta fornminne      |
| Norum 41:1                   | Hög                         |              | Norum, Bohuslän     |       | 58.076614, 11.862586 | 10158400410001 | Ladda upp en bild av detta fornminne      |
| Norum 41:2                   | Stensättning                |              | Norum, Bohuslän     |       | 58.076659, 11.862787 | 10158400410002 | Ladda upp en bild av detta fornminne      |
| Norum 42:1                   | Stensättning                |              | Norum, Bohuslän     |       | 58.078075, 11.864859 | 10158400420001 | Ladda upp en bild av detta fornminne      |
| Norum 43:1                   | Hög                         |              | Norum, Bohuslän     |       | 58.077685, 11.865227 | 10158400430001 | Ladda upp en bild av detta fornminne      |
| Norum 44:1                   | Grav markerad av sten/block |              | Norum, Bohuslän     |       | 58.069401, 11.857980 | 10158400440001 | Ladda upp en bild av detta fornminne      |
| Norum 44:2                   | Grav markerad av sten/block |              | Norum, Bohuslän     |       | 58.069416, 11.857804 | 10158400440002 | Ladda upp en bild av detta fornminne      |
| Norum 44:3                   | Grav markerad av sten/block |              | Norum, Bohuslän     |       | 58.069319, 11.857858 | 10158400440003 | Ladda upp en bild av detta fornminne      |
| Norum 45:1                   | Grav markerad av sten/block |              | Norum, Bohuslän     |       | 58.069352, 11.859168 | 10158400450001 | Ladda upp en bild av detta fornminne      |
| Norum 45:2                   | Grav markerad av sten/block |              | Norum, Bohuslän     |       | 58.069355, 11.859364 | 10158400450002 | Ladda upp en bild av detta fornminne      |
| Norum 47:1                   | Hög                         |              | Norum, Bohuslän     |       | 58.068884, 11.861105 | 10158400470001 | Ladda upp en bild av detta fornminne      |
| Norum 47:2                   | Hög                         |              | Norum, Bohuslän     |       | 58.068945, 11.860937 | 10158400470002 | Ladda upp en bild av detta fornminne      |
| Norum 48:1                   | Röse                        |              | Norum, Bohuslän     |       | 58.069738, 11.862582 | 10158400480001 | Ladda upp en bild av detta fornminne      |
| Norum 48:2                   | Stensättning                |              | Norum, Bohuslän     |       | 58.070212, 11.862206 | 10158400480002 | Ladda upp en bild av detta fornminne      |
| Norum 48:3                   | Stensättning                |              | Norum, Bohuslän     |       | 58.069519, 11.862965 | 10158400480003 | Ladda upp en bild av detta fornminne      |
| Norum 49:1                   | Stensättning                |              | Norum, Bohuslän     |       | 58.069233, 11.863774 | 10158400490001 | Ladda upp en bild av detta fornminne      |
| Norum 49:2                   | Stensättning                |              | Norum, Bohuslän     |       | 58.069132, 11.863879 | 10158400490002 | Ladda upp en bild av detta fornminne      |
| Norum 50:1                   | Röse                        |              | Norum, Bohuslän     |       | 58.068150, 11.864782 | 10158400500001 | Ladda upp en bild av detta fornminne      |
| Norum 50:2                   | Stensättning                |              | Norum, Bohuslän     |       | 58.067990, 11.864786 | 10158400500002 | Ladda upp en bild av detta fornminne      |
| Norum 53:1                   | Grav markerad av sten/block |              | Norum, Bohuslän     |       | 58.074501, 11.830079 | 10158400530001 | Ladda upp en bild av detta fornminne      |
| Norum 53:2                   | Grav markerad av sten/block |              | Norum, Bohuslän     |       | 58.074450, 11.830022 | 10158400530002 | Ladda upp en bild av detta fornminne      |
| Norum 54:1                   | Stensättning                |              | Norum, Bohuslän     |       | 58.070362, 11.841888 | 10158400540001 | Ladda upp en bild av detta fornminne      |
| Norum 60:1                   | Stensättning                |              | Norum, Bohuslän     |       | 58.067045, 11.864607 | 10158400600001 | Ladda upp en bild av detta fornminne      |
| Högenorums röse (Norum 61:1) | Röse                        |              | Norum, Bohuslän     |       | 58.067311, 11.871041 | 10158400610001 | Ladda upp en bild av detta fornminne      |
| Norum 62:1                   | Röse                        |              | Norum, Bohuslän     |       | 58.069525, 11.869867 | 10158400620001 | Ladda upp en bild av detta fornminne      |
| Norum 62:2                   | Röse                        |              | Norum, Bohuslän     |       | 58.069649, 11.869908 | 10158400620002 | Ladda upp en bild av detta fornminne      |
| Norum 62:3                   | Stensättning                |              | Norum, Bohuslän     |       | 58.069441, 11.869732 | 10158400620003 | Ladda upp en bild av detta fornminne      |
| Norum 64:1                   | Stensättning                |              | Norum, Bohuslän     |       | 58.066908, 11.886121 | 10158400640001 | Ladda upp en bild av detta fornminne      |
| Norum 65:1                   | Stensättning                |              | Norum, Bohuslän     |       | 58.068551, 11.884448 | 10158400650001 | Ladda upp en bild av detta fornminne      |
| Norum 69:1                   | Stensättning                |              | Norum, Bohuslän     |       | 58.044178, 11.822109 | 10158400690001 | Ladda upp en bild av detta fornminne      |
| Norum 74:1                   | Grav markerad av sten/block |              | Norum, Bohuslän     |       | 58.076554, 11.885140 | 10158400740001 | Ladda upp en bild av detta fornminne      |
| Norum 74:2                   | Grav markerad av sten/block |              | Norum, Bohuslän     |       | 58.076644, 11.885046 | 10158400740002 | Ladda upp en bild av detta fornminne      |
| Norum 76:1                   | Hög                         |              | Norum, Bohuslän     |       | 58.067598, 11.863541 | 10158400760001 | Ladda upp en bild av detta fornminne      |
| Norum 78:1                   | Stensättning                |              | Norum, Bohuslän     |       | 58.058672, 11.787788 | 10158400780001 | Ladda upp en bild av detta fornminne      |
| Norum 79:1                   | Stensättning                |              | Norum, Bohuslän     |       | 58.056013, 11.790220 | 10158400790001 | Ladda upp en bild av detta fornminne      |
| Norum 79:2                   | Stensättning                |              | Norum, Bohuslän     |       | 58.056226, 11.790224 | 10158400790002 | Ladda upp en bild av detta fornminne      |
| Norum 83:1                   | Gravfält                    |              | Norum, Bohuslän     |       | 58.053953, 11.889642 | 10158400830001 | Ladda upp en bild av detta fornminne      |
| Norum 87:1                   | Stensättning                |              | Norum, Bohuslän     |       | 58.046123, 11.805602 | 10158400870001 | Ladda upp en bild av detta fornminne      |
| Norum 88:1                   | Stensättning                |              | Norum, Bohuslän     |       | 58.061437, 11.872885 | 10158400880001 | Ladda upp en bild av detta fornminne      |
| Norum 101:1                  | Stensättning                |              | Norum, Bohuslän     |       | 58.028173, 11.823497 | 10158401010001 | Ladda upp en bild av detta fornminne      |
| Norum 102:1                  | Röse                        |              | Norum, Bohuslän     |       | 58.028262, 11.820634 | 10158401020001 | Ladda upp en bild av detta fornminne      |
| Norum 107:1                  | Röse                        |              | Norum, Bohuslän     |       | 58.026505, 11.831882 | 10158401070001 | Ladda upp en bild av detta fornminne      |
| Norum 108:1                  | Röse                        |              | Norum, Bohuslän     |       | 58.026931, 11.830604 | 10158401080001 | Ladda upp en bild av detta fornminne      |
| Norum 110:1                  | Stensättning                |              | Norum, Bohuslän     |       | 58.030253, 11.844232 | 10158401100001 | Ladda upp en bild av detta fornminne      |
| Norum 111:1                  | Stensättning                |              | Norum, Bohuslän     |       | 58.031791, 11.843443 | 10158401110001 | Ladda upp en bild av detta fornminne      |
| Norum 112:1                  | Stensättning                |              | Norum, Bohuslän     |       | 58.039627, 11.823506 | 10158401120001 | Ladda upp en bild av detta fornminne      |
| Norum 113:1                  | Grav markerad av sten/block |              | Norum, Bohuslän     |       | 58.039626, 11.830524 | 10158401130001 | Ladda upp en bild av detta fornminne      |
| Norum 113:2                  | Grav markerad av sten/block |              | Norum, Bohuslän     |       | 58.039682, 11.830545 | 10158401130002 | Ladda upp en bild av detta fornminne      |
| Norum 114:1                  | Stenkrets                   |              | Norum, Bohuslän     |       | 58.039564, 11.829578 | 10158401140001 | Ladda upp en bild av detta fornminne      |
| Norum 115:1                  | Gravfält                    |              | Norum, Bohuslän     |       | 58.040898, 11.831766 | 10158401150001 | Ladda upp en bild av detta fornminne      |
| Norum 116:1                  | Stensättning                |              | Norum, Bohuslän     |       | 58.043383, 11.822548 | 10158401160001 | Ladda upp en bild av detta fornminne      |
| Norum 117:1                  | Stensättning                |              | Norum, Bohuslän     |       | 58.043522, 11.823833 | 10158401170001 | Ladda upp en bild av detta fornminne      |
| Norum 119:1                  | Stensättning                |              | Norum, Bohuslän     |       | 58.031509, 11.834717 | 10158401190001 | Ladda upp en bild av detta fornminne      |
| Norum 121:1                  | Röse                        |              | Norum, Bohuslän     |       | 58.033176, 11.842298 | 10158401210001 | Ladda upp en bild av detta fornminne      |
| Norum 122:1                  | Stensättning                |              | Norum, Bohuslän     |       | 58.032614, 11.838191 | 10158401220001 | Ladda upp en bild av detta fornminne      |
| Norum 123:1                  | Stensättning                |              | Norum, Bohuslän     |       | 58.033774, 11.840992 | 10158401230001 | Ladda upp en bild av detta fornminne      |
| Norum 123:2                  | Stensättning                |              | Norum, Bohuslän     |       | 58.033848, 11.841147 | 10158401230002 | Ladda upp en bild av detta fornminne      |
| Norum 124:1                  | Stensättning                |              | Norum, Bohuslän     |       | 58.035270, 11.843538 | 10158401240001 | Ladda upp en bild av detta fornminne      |
| Norum 124:2                  | Stenkrets                   |              | Norum, Bohuslän     |       | 58.035054, 11.843462 | 10158401240002 | Ladda upp en bild av detta fornminne      |
| Norum 125:1                  | Hög                         |              | Norum, Bohuslän     |       | 58.036037, 11.844063 | 10158401250001 | Ladda upp en bild av detta fornminne      |
| Norum 125:2                  | Hög                         |              | Norum, Bohuslän     |       | 58.035669, 11.844563 | 10158401250002 | Ladda upp en bild av detta fornminne      |
| Norum 125:3                  | Stensättning                |              | Norum, Bohuslän     |       | 58.035325, 11.844491 | 10158401250003 | Ladda upp en bild av detta fornminne      |
| Norum 125:4                  | Grav markerad av sten/block |              | Norum, Bohuslän     |       | 58.035897, 11.843824 | 10158401250004 | Ladda upp en bild av detta fornminne      |
| Norum 126:1                  | Stensättning                |              | Norum, Bohuslän     |       | 58.034606, 11.847493 | 10158401260001 | Ladda upp en bild av detta fornminne      |
| Norum 127:1                  | Stensättning                |              | Norum, Bohuslän     |       | 58.033859, 11.842802 | 10158401270001 | Ladda upp en bild av detta fornminne      |
| Norum 128:1                  | Stensättning                |              | Norum, Bohuslän     |       | 58.035672, 11.839495 | 10158401280001 | Ladda upp en bild av detta fornminne      |
| Norum 129:1                  | Stensättning                |              | Norum, Bohuslän     |       | 58.038563, 11.848456 | 10158401290001 | Ladda upp en bild av detta fornminne      |
| Norum 129:2                  | Stensättning                |              | Norum, Bohuslän     |       | 58.038658, 11.847822 | 10158401290002 | Ladda upp en bild av detta fornminne      |
| Norum 130:1                  | Stensättning                |              | Norum, Bohuslän     |       | 58.039213, 11.850884 | 10158401300001 | Ladda upp en bild av detta fornminne      |
| Norum 132:1                  | Stensättning                |              | Norum, Bohuslän     |       | 58.097213, 11.789170 | 10158401320001 | Ladda upp en bild av detta fornminne      |
| Norum 133:1                  | Stensättning                |              | Norum, Bohuslän     |       | 58.109812, 11.793478 | 10158401330001 | Ladda upp en bild av detta fornminne      |
| Norum 136:1                  | Stensättning                |              | Norum, Bohuslän     |       | 58.039217, 11.853591 | 10158401360001 | Ladda upp en bild av detta fornminne      |
| Norum 136:3                  | Stensättning                |              | Norum, Bohuslän     |       | 58.039285, 11.853377 | 10158401360003 | Ladda upp en bild av detta fornminne      |
| Norum 137:1                  | Röse                        |              | Norum, Bohuslän     |       | 58.041613, 11.853092 | 10158401370001 | Ladda upp en bild av detta fornminne      |
| Norum 137:2                  | Röse                        |              | Norum, Bohuslän     |       | 58.041515, 11.853618 | 10158401370002 | Ladda upp en bild av detta fornminne      |
| Norum 137:3                  | Röse                        |              | Norum, Bohuslän     |       | 58.041496, 11.854076 | 10158401370003 | Ladda upp en bild av detta fornminne      |
| Norum 137:4                  | Stensättning                |              | Norum, Bohuslän     |       | 58.041259, 11.854308 | 10158401370004 | Ladda upp en bild av detta fornminne      |
| Norum 138:1                  | Stensättning                |              | Norum, Bohuslän     |       | 58.051792, 11.849403 | 10158401380001 | Ladda upp en bild av detta fornminne      |
| Norum 139:1                  | Hög                         |              | Norum, Bohuslän     |       | 58.054287, 11.847083 | 10158401390001 | Ladda upp en bild av detta fornminne      |
| Norum 140:1                  | Hög                         |              | Norum, Bohuslän     |       | 58.045968, 11.842340 | 10158401400001 | Ladda upp en bild av detta fornminne      |
| Norum 140:2                  | Hög                         |              | Norum, Bohuslän     |       | 58.045831, 11.842016 | 10158401400002 | Ladda upp en bild av detta fornminne      |
| Norum 141:1                  | Stenkrets                   |              | Norum, Bohuslän     |       | 58.048834, 11.836881 | 10158401410001 | Ladda upp en bild av detta fornminne      |
| Norum 142:1                  | Stensättning                |              | Norum, Bohuslän     |       | 58.047002, 11.834444 | 10158401420001 | Ladda upp en bild av detta fornminne      |
| Norum 143:1                  | Stensättning                |              | Norum, Bohuslän     |       | 58.045735, 11.828472 | 10158401430001 | Ladda upp en bild av detta fornminne      |
| Norum 144:1                  | Stensättning                |              | Norum, Bohuslän     |       | 58.044015, 11.838314 | 10158401440001 | Ladda upp en bild av detta fornminne      |
| Norum 145:1                  | Stensättning                |              | Norum, Bohuslän     |       | 58.064762, 11.844037 | 10158401450001 | Ladda upp en bild av detta fornminne      |
| Norum 145:2                  | Stensättning                |              | Norum, Bohuslän     |       | 58.064719, 11.843591 | 10158401450002 | Ladda upp en bild av detta fornminne      |
| Norum 145:3                  | Stensättning                |              | Norum, Bohuslän     |       | 58.065026, 11.843712 | 10158401450003 | Ladda upp en bild av detta fornminne      |
| Norum 146:1                  | Hög                         |              | Norum, Bohuslän     |       | 58.064627, 11.844912 | 10158401460001 | Ladda upp en bild av detta fornminne      |
| Norum 147:1                  | Stensättning                |              | Norum, Bohuslän     |       | 58.064800, 11.848948 | 10158401470001 | Ladda upp en bild av detta fornminne      |
| Norum 148:1                  | Stensättning                |              | Norum, Bohuslän     |       | 58.064712, 11.850337 | 10158401480001 | Ladda upp en bild av detta fornminne      |
| Norum 149:1                  | Stensättning                |              | Norum, Bohuslän     |       | 58.062144, 11.849710 | 10158401490001 | Ladda upp en bild av detta fornminne      |
| Norum 166:1                  | Grav- och boplatsområde     |              | Norum, Bohuslän     |       | 58.047416, 11.826590 | 10158401660001 | Ladda upp en bild av detta fornminne      |
| Norum 174:1                  | Hög                         |              | Norum, Bohuslän     |       | 58.043639, 11.843222 | 10158401740001 | Ladda upp en bild av detta fornminne      |
| Norum 174:2                  | Hög                         |              | Norum, Bohuslän     |       | 58.043585, 11.842977 | 10158401740002 | Ladda upp en bild av detta fornminne      |
| Norum 177:1                  | Grav markerad av sten/block |              | Norum, Bohuslän     |       | 58.038312, 11.832119 | 10158401770001 | Ladda upp en bild av detta fornminne      |
| Norum 184:1                  | Stensättning                |              | Norum, Bohuslän     |       | 58.048449, 11.873828 | 10158401840001 | Ladda upp en bild av detta fornminne      |
| Norum 185:1                  | Stenkammargrav              |              | Norum, Bohuslän     |       | 58.054181, 11.877789 | 10158401850001 | Ladda upp en bild av detta fornminne      |
| Norum 297                    | Stensättning                |              | Norum, Bohuslän     |       | 58.044186, 11.822266 | 12000000070720 | Ladda upp en bild av detta fornminne      |
| Norum 307                    | Gravfält                    |              | Norum, Bohuslän     |       | 58.076347, 11.861643 | 12000000110894 | Ladda upp en bild av detta fornminne      |

## Spekeröd
| Namn                                | Lämningstyp                 | Tillkomsttid | Historisk indelning | Plats | Läge                 | ID-nr          | Bild                                      |
| ----------------------------------- | --------------------------- | ------------ | ------------------- | ----- | -------------------- | -------------- | ----------------------------------------- |
| Spekeröd 9:1                        | Stensättning                |              | Spekeröd, Bohuslän  |       | 58.031539, 11.850583 | 10159800090001 | Ladda upp en bild av detta fornminne      |
| Spekeröd 10:1                       | Stensättning                |              | Spekeröd, Bohuslän  |       | 58.033053, 11.851751 | 10159800100001 | Ladda upp en bild av detta fornminne      |
| Spekeröd 12:1                       | Stensättning                |              | Spekeröd, Bohuslän  |       | 58.011054, 11.854773 | 10159800120001 | Ladda upp en bild av detta fornminne      |
| Spekeröd 12:2                       | Stensättning                |              | Spekeröd, Bohuslän  |       | 58.011209, 11.854511 | 10159800120002 | Ladda upp en bild av detta fornminne      |
| Spekeröd 12:3                       | Stensättning                |              | Spekeröd, Bohuslän  |       | 58.011120, 11.854366 | 10159800120003 | Ladda upp en bild av detta fornminne      |
| Spekeröd 13:1                       | Röse                        |              | Spekeröd, Bohuslän  |       | 58.004438, 11.856260 | 10159800130001 | Ladda upp en bild av detta fornminne      |
| Spekeröd 14:1                       | Stensättning                |              | Spekeröd, Bohuslän  |       | 58.008105, 11.858322 | 10159800140001 | Ladda upp en bild av detta fornminne      |
| Spekeröd 15:1                       | Stensättning                |              | Spekeröd, Bohuslän  |       | 58.008759, 11.865702 | 10159800150001 | Ladda upp en bild av detta fornminne      |
| Spekeröd 16:1                       | Stensättning                |              | Spekeröd, Bohuslän  |       | 58.024210, 11.849341 | 10159800160001 | Ladda upp en bild av detta fornminne      |
| Spekeröd 17:1                       | Stensättning                |              | Spekeröd, Bohuslän  |       | 58.024966, 11.854480 | 10159800170001 | Ladda upp en bild av detta fornminne      |
| Spekeröd 18:1                       | Gravfält                    |              | Spekeröd, Bohuslän  |       | 58.023526, 11.857073 | 10159800180001 | Ladda upp en bild av detta fornminne      |
| Spekeröd 19:1                       | Stensättning                |              | Spekeröd, Bohuslän  |       | 58.022496, 11.856619 | 10159800190001 | Ladda upp en bild av detta fornminne      |
| Spekeröd 20:1                       | Gravfält                    |              | Spekeröd, Bohuslän  |       | 58.019510, 11.854693 | 10159800200001 | Ladda upp en bild av detta fornminne      |
| Spekeröd 23:1                       | Hällristning                |              | Spekeröd, Bohuslän  |       | 58.017395, 11.856082 | 10159800230001 | Ladda upp en bild av detta fornminne      |
| Spekeröd 24:1                       | Stensättning                |              | Spekeröd, Bohuslän  |       | 58.016842, 11.855932 | 10159800240001 | Ladda upp en bild av detta fornminne      |
| Spekeröd 25:1                       | Hög                         |              | Spekeröd, Bohuslän  |       | 58.016072, 11.853203 | 10159800250001 | Ladda upp en bild av detta fornminne      |
| Bredviks gamla tomt (Spekeröd 26:1) | Stensättning                |              | Spekeröd, Bohuslän  |       | 58.015767, 11.855650 | 10159800260001 | Ladda upp en bild av detta fornminne      |
| Spekeröd 27:1                       | Hög                         |              | Spekeröd, Bohuslän  |       | 58.015478, 11.857002 | 10159800270001 | Ladda upp en bild av detta fornminne      |
| Spekeröd 28:1                       | Stensättning                |              | Spekeröd, Bohuslän  |       | 58.016423, 11.857742 | 10159800280001 | Ladda upp en bild av detta fornminne      |
| Spekeröd 33:1                       | Stensättning                |              | Spekeröd, Bohuslän  |       | 58.037970, 11.854812 | 10159800330001 | Ladda upp en bild av detta fornminne      |
| Spekeröd 34:1                       | Röse                        |              | Spekeröd, Bohuslän  |       | 58.037815, 11.856509 | 10159800340001 | Ladda upp en bild av detta fornminne      |
| Spekeröd 35:1                       | Stensättning                |              | Spekeröd, Bohuslän  |       | 58.039192, 11.862598 | 10159800350001 | Ladda upp en bild av detta fornminne      |
| Spekeröd 37:1                       | Grav markerad av sten/block |              | Spekeröd, Bohuslän  |       | 58.027920, 11.868195 | 10159800370001 | Ladda upp en bild av detta fornminne      |
| Spekeröd 38:1                       | Stensättning                |              | Spekeröd, Bohuslän  |       | 58.008949, 11.867888 | 10159800380001 | Ladda upp en bild av detta fornminne      |
| Spekeröd 39:1                       | Stensättning                |              | Spekeröd, Bohuslän  |       | 58.009659, 11.871143 | 10159800390001 | Ladda upp en bild av detta fornminne      |
| Spekeröd 40:1                       | Stensättning                |              | Spekeröd, Bohuslän  |       | 58.014676, 11.875303 | 10159800400001 | Ladda upp en bild av detta fornminne      |
| Spekeröd 41:1                       | Stensättning                |              | Spekeröd, Bohuslän  |       | 58.014257, 11.874484 | 10159800410001 | Ladda upp en bild av detta fornminne      |
| Spekeröd 42:1                       | Stensättning                |              | Spekeröd, Bohuslän  |       | 58.013161, 11.874271 | 10159800420001 | Ladda upp en bild av detta fornminne      |
| Spekeröd 43:1                       | Röse                        |              | Spekeröd, Bohuslän  |       | 58.014585, 11.876648 | 10159800430001 | Ladda upp en bild av detta fornminne      |
| Borrekullen (Spekeröd 44:1)         | Röse                        |              | Spekeröd, Bohuslän  |       | 58.009865, 11.875932 | 10159800440001 | Ladda upp en bild av detta fornminne      |
| Spekeröd 47:1                       | Stensättning                |              | Spekeröd, Bohuslän  |       | 58.020703, 11.889156 | 10159800470001 | Ladda upp en bild av detta fornminne      |
| Spekeröd 48:1                       | Stensättning                |              | Spekeröd, Bohuslän  |       | 58.021587, 11.889934 | 10159800480001 | Ladda upp en bild av detta fornminne      |
| Jyrommen (Spekeröd 49:1)            | Stenkammargrav              |              | Spekeröd, Bohuslän  |       | 58.022419, 11.886979 | 10159800490001 | Ladda upp en bild av detta fornminne      |
| Spekeröd 51:1                       | Gravfält                    |              | Spekeröd, Bohuslän  |       | 58.042557, 11.914817 | 10159800510001 | Ladda upp en bild av detta fornminne      |
| Spekeröd 53:1                       | Gravfält                    |              | Spekeröd, Bohuslän  |       | 58.041995, 11.914801 | 10159800530001 | Ladda upp en bild av detta fornminne      |
| Spekeröd 53:3                       | Hällristning                |              | Spekeröd, Bohuslän  |       | 58.041591, 11.914185 | 10159800530003 | Ladda upp en bild av detta fornminne      |
| Spekeröd 99:1                       | Hög                         |              | Spekeröd, Bohuslän  |       | 58.038734, 11.914417 | 10159800990001 | Ladda upp en bild av detta fornminne      |
| Spekeröd 101:1                      | Grav- och boplatsområde     |              | Spekeröd, Bohuslän  |       | 58.024401, 11.870522 | 10159801010001 | Ladda upp en bild av detta fornminne      |
| Spekeröd 102:1                      | Stensättning                |              | Spekeröd, Bohuslän  |       | 58.025504, 11.870489 | 10159801020001 | Ladda upp en bild av detta fornminne      |
| Spekeröd 102:2                      | Stensättning                |              | Spekeröd, Bohuslän  |       | 58.025429, 11.870351 | 10159801020002 | Ladda upp en bild av detta fornminne      |
| Spekeröd 103:1                      | Gravfält                    |              | Spekeröd, Bohuslän  |       | 58.026809, 11.883244 | 10159801030001 | Ladda upp en bild av detta fornminne      |
| Spekeröd 104:1                      | Hög                         |              | Spekeröd, Bohuslän  |       | 58.026609, 11.884560 | 10159801040001 | Ladda upp en bild av detta fornminne      |
| Spekeröd 107:1                      | Stensättning                |              | Spekeröd, Bohuslän  |       | 58.025577, 11.885101 | 10159801070001 | Ladda upp en bild av detta fornminne      |
| Spekeröd 109:1                      | Gravfält                    |              | Spekeröd, Bohuslän  |       | 58.032041, 11.877531 | 10159801090001 | Ladda upp en bild av detta fornminne      |
| Spekeröd 110:1                      | Stensättning                |              | Spekeröd, Bohuslän  |       | 58.030558, 11.876908 | 10159801100001 | Ladda upp en bild av detta fornminne      |
| Spekeröd 111:1                      | Stensättning                |              | Spekeröd, Bohuslän  |       | 58.031533, 11.885640 | 10159801110001 | Ladda upp en bild av detta fornminne      |
| Spekeröd 112:1                      | Stensättning                |              | Spekeröd, Bohuslän  |       | 58.031941, 11.886376 | 10159801120001 | Ladda upp en bild av detta fornminne      |
| Spekeröd 112:2                      | Stensättning                |              | Spekeröd, Bohuslän  |       | 58.031874, 11.886929 | 10159801120002 | Ladda upp en bild av detta fornminne      |
| Spekeröd 116:1                      | Hög                         |              | Spekeröd, Bohuslän  |       | 58.039659, 11.906869 | 10159801160001 | Ladda upp en bild av detta fornminne      |
| Spekeröd 116:2                      | Stenkrets                   |              | Spekeröd, Bohuslän  |       | 58.039352, 11.906772 | 10159801160002 | Ladda upp en bild av detta fornminne      |
| Spekeröd 119:1                      | Stensättning                |              | Spekeröd, Bohuslän  |       | 58.036312, 11.872171 | 10159801190001 | Ladda upp en bild av detta fornminne      |
| Spekeröd 120:1                      | Röse                        |              | Spekeröd, Bohuslän  |       | 58.036823, 11.870875 | 10159801200001 | Ladda upp en bild av detta fornminne      |
| Spekeröd 121:1                      | Stensättning                |              | Spekeröd, Bohuslän  |       | 58.038044, 11.879586 | 10159801210001 | Ladda upp en bild av detta fornminne      |
| Spekeröd 122:1                      | Röse                        |              | Spekeröd, Bohuslän  |       | 58.040636, 11.880410 | 10159801220001 | Ladda upp en bild av detta fornminne      |
| Spekeröd 123:1                      | Röse                        |              | Spekeröd, Bohuslän  |       | 58.042304, 11.880859 | 10159801230001 | Ladda upp en bild av detta fornminne      |
| Spekeröd 124:1                      | Grav markerad av sten/block |              | Spekeröd, Bohuslän  |       | 58.058295, 11.912006 | 10159801240001 | Ladda upp en bild av detta fornminne      |
| Spekeröd 124:2                      | Grav markerad av sten/block |              | Spekeröd, Bohuslän  |       | 58.058224, 11.912011 | 10159801240002 | Ladda upp en bild av detta fornminne      |
| Spekeröd 128:1                      | Gravfält                    |              | Spekeröd, Bohuslän  |       | 58.057157, 11.909901 | 10159801280001 | Ladda upp en till bild av detta fornminne |
| Spekeröd 130:1                      | Gravfält                    |              | Spekeröd, Bohuslän  |       | 58.056029, 11.907955 | 10159801300001 | Ladda upp en bild av detta fornminne      |
| Spekeröd 147:1                      | Stensättning                |              | Spekeröd, Bohuslän  |       | 58.024390, 11.856206 | 10159801470001 | Ladda upp en bild av detta fornminne      |
| Spekeröd 156:1                      | Hög                         |              | Spekeröd, Bohuslän  |       | 58.033652, 11.906420 | 10159801560001 | Ladda upp en bild av detta fornminne      |
| Spekeröd 161:1                      | Stensättning                |              | Spekeröd, Bohuslän  |       | 58.033265, 11.855547 | 10159801610001 | Ladda upp en bild av detta fornminne      |
| Jörlanda 135:1                      | Fornborg                    |              | Spekeröd, Bohuslän  |       | 58.007465, 11.875325 | 10155801350001 | Ladda upp en bild av detta fornminne      |

## Ucklum
| Namn                                   | Lämningstyp                 | Tillkomsttid | Historisk indelning | Plats | Läge                 | ID-nr          | Bild                                      |
| -------------------------------------- | --------------------------- | ------------ | ------------------- | ----- | -------------------- | -------------- | ----------------------------------------- |
| Ucklum 1:1                             | Stensättning                |              | Ucklum, Bohuslän    |       | 58.064147, 11.916452 | 10161400010001 | Ladda upp en bild av detta fornminne      |
| Ucklum 1:2                             | Stensättning                |              | Ucklum, Bohuslän    |       | 58.064016, 11.916393 | 10161400010002 | Ladda upp en bild av detta fornminne      |
| Ucklum 3:1                             | Hällristning                |              | Ucklum, Bohuslän    |       | 58.062674, 11.914360 | 10161400030001 | Ladda upp en bild av detta fornminne      |
| Ucklum 5:1                             | Gravfält                    |              | Ucklum, Bohuslän    |       | 58.069327, 11.926836 | 10161400050001 | Ladda upp en bild av detta fornminne      |
| Ucklum 18:1                            | Stensättning                |              | Ucklum, Bohuslän    |       | 58.070751, 11.955537 | 10161400180001 | Ladda upp en bild av detta fornminne      |
| Ucklum 19:1                            | Hög                         |              | Ucklum, Bohuslän    |       | 58.071989, 11.951398 | 10161400190001 | Ladda upp en bild av detta fornminne      |
| Ucklum 20:1                            | Stensättning                |              | Ucklum, Bohuslän    |       | 58.073250, 11.964633 | 10161400200001 | Ladda upp en bild av detta fornminne      |
| Ucklum 23:1                            | Stensättning                |              | Ucklum, Bohuslän    |       | 58.086352, 11.977710 | 10161400230001 | Ladda upp en bild av detta fornminne      |
| Ucklum 24:1                            | Begravningsplats            |              | Ucklum, Bohuslän    |       | 58.085318, 11.978199 | 10161400240001 | Ladda upp en till bild av detta fornminne |
| Ucklum 26:1                            | Gravfält                    |              | Ucklum, Bohuslän    |       | 58.083087, 11.979119 | 10161400260001 | Ladda upp en bild av detta fornminne      |
| Ucklum 35:1                            | Gravfält                    |              | Ucklum, Bohuslän    |       | 58.089153, 11.983413 | 10161400350001 | Ladda upp en bild av detta fornminne      |
| Vidrik Verlandssons grav (Ucklum 36:1) | Grav markerad av sten/block |              | Ucklum, Bohuslän    |       | 58.086401, 11.962925 | 10161400360001 | Ladda upp en bild av detta fornminne      |
| Vidrik Verlandssons grav (Ucklum 36:2) | Grav markerad av sten/block |              | Ucklum, Bohuslän    |       | 58.086318, 11.963049 | 10161400360002 | Ladda upp en bild av detta fornminne      |
| Ucklum 37:1                            | Stensättning                |              | Ucklum, Bohuslän    |       | 58.091227, 11.948690 | 10161400370001 | Ladda upp en bild av detta fornminne      |
| Gräslunda(Grössby Lund) (Ucklum 43:1)  | Gravfält                    |              | Ucklum, Bohuslän    |       | 58.089614, 11.965876 | 10161400430001 | Ladda upp en bild av detta fornminne      |
| Ucklum 45:1                            | Grav markerad av sten/block |              | Ucklum, Bohuslän    |       | 58.084901, 11.955218 | 10161400450001 | Ladda upp en bild av detta fornminne      |
| Ucklum 49:1                            | Stensättning                |              | Ucklum, Bohuslän    |       | 58.100221, 11.965857 | 10161400490001 | Ladda upp en bild av detta fornminne      |
| Ucklum 51:1                            | Stensättning                |              | Ucklum, Bohuslän    |       | 58.107887, 11.966444 | 10161400510001 | Ladda upp en bild av detta fornminne      |
| Ucklum 53:1                            | Stensättning                |              | Ucklum, Bohuslän    |       | 58.091753, 11.948371 | 10161400530001 | Ladda upp en bild av detta fornminne      |
| Ucklum 54:1                            | Hög                         |              | Ucklum, Bohuslän    |       | 58.106162, 11.981809 | 10161400540001 | Ladda upp en bild av detta fornminne      |
| Ucklum 55:1                            | Stensättning                |              | Ucklum, Bohuslän    |       | 58.104380, 11.973241 | 10161400550001 | Ladda upp en bild av detta fornminne      |
| Ucklum 55:2                            | Stensättning                |              | Ucklum, Bohuslän    |       | 58.104266, 11.973053 | 10161400550002 | Ladda upp en bild av detta fornminne      |
| Ucklum 56:1                            | Stensättning                |              | Ucklum, Bohuslän    |       | 58.112300, 11.983323 | 10161400560001 | Ladda upp en bild av detta fornminne      |
| Ucklum 59:1                            | Röse                        |              | Ucklum, Bohuslän    |       | 58.103408, 12.015623 | 10161400590001 | Ladda upp en bild av detta fornminne      |
| Ucklum 59:2                            | Röse                        |              | Ucklum, Bohuslän    |       | 58.103430, 12.015987 | 10161400590002 | Ladda upp en bild av detta fornminne      |
| Ucklum 59:3                            | Stensättning                |              | Ucklum, Bohuslän    |       | 58.103517, 12.016270 | 10161400590003 | Ladda upp en bild av detta fornminne      |
| Ucklum 60:1                            | Stensättning                |              | Ucklum, Bohuslän    |       | 58.102408, 12.013338 | 10161400600001 | Ladda upp en bild av detta fornminne      |
| Hövdingarna (Ucklum 61:1)              | Stensättning                |              | Ucklum, Bohuslän    |       | 58.102906, 12.023304 | 10161400610001 | Ladda upp en bild av detta fornminne      |
| Hövdingarna (Ucklum 61:2)              | Stensättning                |              | Ucklum, Bohuslän    |       | 58.102820, 12.022657 | 10161400610002 | Ladda upp en bild av detta fornminne      |
| Ucklum 64:1                            | Stensättning                |              | Ucklum, Bohuslän    |       | 58.104608, 11.992052 | 10161400640001 | Ladda upp en bild av detta fornminne      |
| Ucklum 65:1                            | Stensättning                |              | Ucklum, Bohuslän    |       | 58.102728, 11.992976 | 10161400650001 | Ladda upp en bild av detta fornminne      |
| Ucklum 65:2                            | Stensättning                |              | Ucklum, Bohuslän    |       | 58.102812, 11.993334 | 10161400650002 | Ladda upp en bild av detta fornminne      |
| Ucklum 65:3                            | Stensättning                |              | Ucklum, Bohuslän    |       | 58.102819, 11.993547 | 10161400650003 | Ladda upp en bild av detta fornminne      |
| Ucklum 66:1                            | Gravfält                    |              | Ucklum, Bohuslän    |       | 58.101651, 11.992638 | 10161400660001 | Ladda upp en bild av detta fornminne      |
| Ucklum 67:1                            | Hög                         |              | Ucklum, Bohuslän    |       | 58.100334, 11.988984 | 10161400670001 | Ladda upp en bild av detta fornminne      |
| Ucklum 67:2                            | Hög                         |              | Ucklum, Bohuslän    |       | 58.100560, 11.989199 | 10161400670002 | Ladda upp en bild av detta fornminne      |
| Ucklum 67:3                            | Hög                         |              | Ucklum, Bohuslän    |       | 58.100609, 11.988971 | 10161400670003 | Ladda upp en bild av detta fornminne      |
| Ucklum 68:1                            | Gravfält                    |              | Ucklum, Bohuslän    |       | 58.101304, 11.989736 | 10161400680001 | Ladda upp en bild av detta fornminne      |
| Ucklum 71:1                            | Hög                         |              | Ucklum, Bohuslän    |       | 58.088554, 12.003428 | 10161400710001 | Ladda upp en bild av detta fornminne      |
| Ucklum 72:1                            | Stensättning                |              | Ucklum, Bohuslän    |       | 58.092164, 12.008543 | 10161400720001 | Ladda upp en bild av detta fornminne      |
| Ucklum 73:1                            | Gravfält                    |              | Ucklum, Bohuslän    |       | 58.054137, 11.950955 | 10161400730001 | Ladda upp en bild av detta fornminne      |
| Ucklum 75:1                            | Stensättning                |              | Ucklum, Bohuslän    |       | 58.060369, 11.973218 | 10161400750001 | Ladda upp en bild av detta fornminne      |
| Ucklum 81:1                            | Stensättning                |              | Ucklum, Bohuslän    |       | 58.116271, 11.952663 | 10161400810001 | Ladda upp en bild av detta fornminne      |
| Ucklum 82:1                            | Röse                        |              | Ucklum, Bohuslän    |       | 58.117044, 11.955854 | 10161400820001 | Ladda upp en bild av detta fornminne      |
| Ucklum 82:2                            | Hög                         |              | Ucklum, Bohuslän    |       | 58.117063, 11.955648 | 10161400820002 | Ladda upp en bild av detta fornminne      |
| Ucklum 82:3                            | Hög                         |              | Ucklum, Bohuslän    |       | 58.117156, 11.955503 | 10161400820003 | Ladda upp en bild av detta fornminne      |
| Ucklum 82:4                            | Hög                         |              | Ucklum, Bohuslän    |       | 58.117131, 11.955247 | 10161400820004 | Ladda upp en bild av detta fornminne      |
| Ucklum 84:1                            | Grav markerad av sten/block |              | Ucklum, Bohuslän    |       | 58.116471, 11.961245 | 10161400840001 | Ladda upp en bild av detta fornminne      |
| Ucklum 84:2                            | Grav markerad av sten/block |              | Ucklum, Bohuslän    |       | 58.116378, 11.961312 | 10161400840002 | Ladda upp en bild av detta fornminne      |
| Ucklum 88:1                            | Stensättning                |              | Ucklum, Bohuslän    |       | 58.119572, 11.952967 | 10161400880001 | Ladda upp en bild av detta fornminne      |
| Ucklum 89:1                            | Röse                        |              | Ucklum, Bohuslän    |       | 58.119845, 11.952226 | 10161400890001 | Ladda upp en bild av detta fornminne      |
| Ucklum 93:1                            | Röse                        |              | Ucklum, Bohuslän    |       | 58.115923, 11.965716 | 10161400930001 | Ladda upp en bild av detta fornminne      |
| Ucklum 102:1                           | Stensättning                |              | Ucklum, Bohuslän    |       | 58.137560, 11.979491 | 10161401020001 | Ladda upp en bild av detta fornminne      |
| Ucklum 103:1                           | Hällristning                |              | Ucklum, Bohuslän    |       | 58.140869, 11.978720 | 10161401030001 | Ladda upp en bild av detta fornminne      |
| Ucklum 104:1                           | Gravfält                    |              | Ucklum, Bohuslän    |       | 58.128073, 11.981659 | 10161401040001 | Ladda upp en bild av detta fornminne      |
| Ucklum 106:1                           | Stensättning                |              | Ucklum, Bohuslän    |       | 58.130168, 11.980780 | 10161401060001 | Ladda upp en bild av detta fornminne      |
| Ucklum 107:1                           | Stensättning                |              | Ucklum, Bohuslän    |       | 58.132113, 11.945411 | 10161401070001 | Ladda upp en bild av detta fornminne      |
| Slottsberget (Ucklum 109:1)            | Fornborg                    |              | Ucklum, Bohuslän    |       | 58.130387, 11.947744 | 10161401090001 | Ladda upp en bild av detta fornminne      |
| Ucklum 111:1                           | Stensättning                |              | Ucklum, Bohuslän    |       | 58.130244, 11.954692 | 10161401110001 | Ladda upp en bild av detta fornminne      |
| Ucklum 112:1                           | Stensättning                |              | Ucklum, Bohuslän    |       | 58.129680, 11.957221 | 10161401120001 | Ladda upp en bild av detta fornminne      |
| Ucklum 112:2                           | Stensättning                |              | Ucklum, Bohuslän    |       | 58.130168, 11.957172 | 10161401120002 | Ladda upp en bild av detta fornminne      |
| Ucklum 113:1                           | Stenkammargrav              |              | Ucklum, Bohuslän    |       | 58.126475, 11.954356 | 10161401130001 | Ladda upp en bild av detta fornminne      |
| Ucklum 114:1                           | Stensättning                |              | Ucklum, Bohuslän    |       | 58.125687, 11.952453 | 10161401140001 | Ladda upp en bild av detta fornminne      |
| Ucklum 116:1                           | Stensättning                |              | Ucklum, Bohuslän    |       | 58.129402, 11.950906 | 10161401160001 | Ladda upp en bild av detta fornminne      |
| Ucklum 118:1                           | Stensättning                |              | Ucklum, Bohuslän    |       | 58.131125, 11.950999 | 10161401180001 | Ladda upp en bild av detta fornminne      |
| Ucklum 118:2                           | Stensättning                |              | Ucklum, Bohuslän    |       | 58.131197, 11.951152 | 10161401180002 | Ladda upp en bild av detta fornminne      |
| Ucklum 123:1                           | Stensättning                |              | Ucklum, Bohuslän    |       | 58.123953, 11.982590 | 10161401230001 | Ladda upp en bild av detta fornminne      |
| Ucklum 124:1                           | Röse                        |              | Ucklum, Bohuslän    |       | 58.123381, 11.983384 | 10161401240001 | Ladda upp en bild av detta fornminne      |
| Ucklum 124:2                           | Stensättning                |              | Ucklum, Bohuslän    |       | 58.123353, 11.983855 | 10161401240002 | Ladda upp en bild av detta fornminne      |
| Ucklum 127:1                           | Stensättning                |              | Ucklum, Bohuslän    |       | 58.125865, 11.995744 | 10161401270001 | Ladda upp en bild av detta fornminne      |
| Ucklum 128:1                           | Stensättning                |              | Ucklum, Bohuslän    |       | 58.128449, 11.997457 | 10161401280001 | Ladda upp en bild av detta fornminne      |
| Ucklum 143:1                           | Stensättning                |              | Ucklum, Bohuslän    |       | 58.101162, 11.991481 | 10161401430001 | Ladda upp en bild av detta fornminne      |
| Ucklum 172:1                           | Hög                         |              | Ucklum, Bohuslän    |       | 58.121111, 11.951124 | 10161401720001 | Ladda upp en bild av detta fornminne      |
| Ucklum 199:1                           | Stensättning                |              | Ucklum, Bohuslän    |       | 58.058858, 11.961103 | 10161401990001 | Ladda upp en bild av detta fornminne      |

## Ödsmål
| Namn                                 | Lämningstyp                 | Tillkomsttid | Historisk indelning | Plats | Läge                 | ID-nr          | Bild                                 |
| ------------------------------------ | --------------------------- | ------------ | ------------------- | ----- | -------------------- | -------------- | ------------------------------------ |
| Ödsmål 2:1                           | Gravfält                    |              | Ödsmål, Bohuslän    |       | 58.094804, 11.849876 | 10162200020001 | Ladda upp en bild av detta fornminne |
| Ödsmål 3:1                           | Stensättning                |              | Ödsmål, Bohuslän    |       | 58.093820, 11.849681 | 10162200030001 | Ladda upp en bild av detta fornminne |
| Ödsmål 3:2                           | Stensättning                |              | Ödsmål, Bohuslän    |       | 58.093691, 11.849786 | 10162200030002 | Ladda upp en bild av detta fornminne |
| Ödsmål 4:1                           | Grav markerad av sten/block |              | Ödsmål, Bohuslän    |       | 58.094292, 11.850990 | 10162200040001 | Ladda upp en bild av detta fornminne |
| Ödsmål 4:2                           | Grav markerad av sten/block |              | Ödsmål, Bohuslän    |       | 58.094384, 11.850957 | 10162200040002 | Ladda upp en bild av detta fornminne |
| Ödsmål 4:3                           | Grav markerad av sten/block |              | Ödsmål, Bohuslän    |       | 58.094462, 11.850984 | 10162200040003 | Ladda upp en bild av detta fornminne |
| Ödsmål 7:1                           | Röse                        |              | Ödsmål, Bohuslän    |       | 58.089827, 11.856567 | 10162200070001 | Ladda upp en bild av detta fornminne |
| Stavstenen (Ödsmål 8:1)              | Gravfält                    |              | Ödsmål, Bohuslän    |       | 58.090613, 11.859038 | 10162200080001 | Ladda upp en bild av detta fornminne |
| Ödsmål 10:1                          | Stensättning                |              | Ödsmål, Bohuslän    |       | 58.088217, 11.863045 | 10162200100001 | Ladda upp en bild av detta fornminne |
| Ödsmål 10:2                          | Stensättning                |              | Ödsmål, Bohuslän    |       | 58.088060, 11.863134 | 10162200100002 | Ladda upp en bild av detta fornminne |
| Ödsmål 10:3                          | Stensättning                |              | Ödsmål, Bohuslän    |       | 58.088068, 11.862922 | 10162200100003 | Ladda upp en bild av detta fornminne |
| Ödsmål 13:1                          | Röse                        |              | Ödsmål, Bohuslän    |       | 58.100888, 11.862204 | 10162200130001 | Ladda upp en bild av detta fornminne |
| Ödsmål 13:2                          | Hällristning                |              | Ödsmål, Bohuslän    |       | 58.100888, 11.862204 | 10162200130002 | Ladda upp en bild av detta fornminne |
| Ödsmål 14:1                          | Stensättning                |              | Ödsmål, Bohuslän    |       | 58.100331, 11.852999 | 10162200140001 | Ladda upp en bild av detta fornminne |
| Ödsmål 17:1                          | Gravfält                    |              | Ödsmål, Bohuslän    |       | 58.099983, 11.858009 | 10162200170001 | Ladda upp en bild av detta fornminne |
| Ödsmål 18:1                          | Hög                         |              | Ödsmål, Bohuslän    |       | 58.099044, 11.857093 | 10162200180001 | Ladda upp en bild av detta fornminne |
| Ödsmål 21:1                          | Stensättning                |              | Ödsmål, Bohuslän    |       | 58.101906, 11.860762 | 10162200210001 | Ladda upp en bild av detta fornminne |
| Ödsmål 21:2                          | Stensättning                |              | Ödsmål, Bohuslän    |       | 58.102133, 11.860732 | 10162200210002 | Ladda upp en bild av detta fornminne |
| Ödsmål 21:3                          | Stensättning                |              | Ödsmål, Bohuslän    |       | 58.102332, 11.860790 | 10162200210003 | Ladda upp en bild av detta fornminne |
| Ödsmål 21:4                          | Stensättning                |              | Ödsmål, Bohuslän    |       | 58.102060, 11.860463 | 10162200210004 | Ladda upp en bild av detta fornminne |
| Jordhammars gravfält (Ödsmål 24:1)   | Gravfält                    |              | Ödsmål, Bohuslän    |       | 58.097347, 11.834355 | 10162200240001 | Ladda upp en bild av detta fornminne |
| Vedden, Vätten (Ödsmål 28:1)         | Röse                        |              | Ödsmål, Bohuslän    |       | 58.087263, 11.843018 | 10162200280001 | Ladda upp en bild av detta fornminne |
| Ödsmål 29:1                          | Stensättning                |              | Ödsmål, Bohuslän    |       | 58.084522, 11.855171 | 10162200290001 | Ladda upp en bild av detta fornminne |
| Ödsmål 35:1                          | Stensättning                |              | Ödsmål, Bohuslän    |       | 58.084464, 11.865961 | 10162200350001 | Ladda upp en bild av detta fornminne |
| Ödsmål 36:1                          | Stensättning                |              | Ödsmål, Bohuslän    |       | 58.085389, 11.867226 | 10162200360001 | Ladda upp en bild av detta fornminne |
| Ödsmål 37:1                          | Stensättning                |              | Ödsmål, Bohuslän    |       | 58.088269, 11.872159 | 10162200370001 | Ladda upp en bild av detta fornminne |
| Ödsmål 37:2                          | Stensättning                |              | Ödsmål, Bohuslän    |       | 58.088177, 11.872144 | 10162200370002 | Ladda upp en bild av detta fornminne |
| Slottet Slottekullen (Ödsmål 38:1)   | Fornborg                    |              | Ödsmål, Bohuslän    |       | 58.078357, 11.885565 | 10162200380001 | Ladda upp en bild av detta fornminne |
| Ödsmål 53:1                          | Stensättning                |              | Ödsmål, Bohuslän    |       | 58.099963, 11.873421 | 10162200530001 | Ladda upp en bild av detta fornminne |
| Ödsmål 54:1                          | Stensättning                |              | Ödsmål, Bohuslän    |       | 58.100852, 11.871388 | 10162200540001 | Ladda upp en bild av detta fornminne |
| Ödsmål 56:1                          | Stensättning                |              | Ödsmål, Bohuslän    |       | 58.104924, 11.871688 | 10162200560001 | Ladda upp en bild av detta fornminne |
| Ödsmål 56:2                          | Stensättning                |              | Ödsmål, Bohuslän    |       | 58.104792, 11.872035 | 10162200560002 | Ladda upp en bild av detta fornminne |
| Ödsmål 56:3                          | Stensättning                |              | Ödsmål, Bohuslän    |       | 58.104430, 11.871971 | 10162200560003 | Ladda upp en bild av detta fornminne |
| Ödsmål 56:4                          | Stensättning                |              | Ödsmål, Bohuslän    |       | 58.104516, 11.872120 | 10162200560004 | Ladda upp en bild av detta fornminne |
| Ödsmål 58:1                          | Stensättning                |              | Ödsmål, Bohuslän    |       | 58.106611, 11.873650 | 10162200580001 | Ladda upp en bild av detta fornminne |
| Ödsmål 58:2                          | Stensättning                |              | Ödsmål, Bohuslän    |       | 58.106210, 11.873123 | 10162200580002 | Ladda upp en bild av detta fornminne |
| Ödsmål 58:3                          | Stensättning                |              | Ödsmål, Bohuslän    |       | 58.106570, 11.872487 | 10162200580003 | Ladda upp en bild av detta fornminne |
| Ödsmål 59:1                          | Gravfält                    |              | Ödsmål, Bohuslän    |       | 58.106353, 11.875285 | 10162200590001 | Ladda upp en bild av detta fornminne |
| Ödsmål 68:1                          | Kyrka/kapell                |              | Ödsmål, Bohuslän    |       | 58.101570, 11.851443 | 10162200680001 | Ladda upp en bild av detta fornminne |
| Ödsmål 70:1                          | Stensättning                |              | Ödsmål, Bohuslän    |       | 58.111137, 11.892789 | 10162200700001 | Ladda upp en bild av detta fornminne |
| Ödsmål 70:2                          | Stensättning                |              | Ödsmål, Bohuslän    |       | 58.111053, 11.892947 | 10162200700002 | Ladda upp en bild av detta fornminne |
| Ödsmål 70:3                          | Hög                         |              | Ödsmål, Bohuslän    |       | 58.110819, 11.893230 | 10162200700003 | Ladda upp en bild av detta fornminne |
| Ödsmål 74:1                          | Stensättning                |              | Ödsmål, Bohuslän    |       | 58.112887, 11.866309 | 10162200740001 | Ladda upp en bild av detta fornminne |
| Ödsmål 75:2                          | Stensättning                |              | Ödsmål, Bohuslän    |       | 58.112517, 11.863417 | 10162200750002 | Ladda upp en bild av detta fornminne |
| Ödsmål 76:1                          | Stensättning                |              | Ödsmål, Bohuslän    |       | 58.111684, 11.866140 | 10162200760001 | Ladda upp en bild av detta fornminne |
| Ödsmål 77:1                          | Stensättning                |              | Ödsmål, Bohuslän    |       | 58.111728, 11.871043 | 10162200770001 | Ladda upp en bild av detta fornminne |
| Ödsmål 87:1                          | Gravfält                    |              | Ödsmål, Bohuslän    |       | 58.108038, 11.916636 | 10162200870001 | Ladda upp en bild av detta fornminne |
| Ödsmål 92:1                          | Stensättning                |              | Ödsmål, Bohuslän    |       | 58.111933, 11.903636 | 10162200920001 | Ladda upp en bild av detta fornminne |
| Ödsmål 92:2                          | Stensättning                |              | Ödsmål, Bohuslän    |       | 58.112044, 11.904666 | 10162200920002 | Ladda upp en bild av detta fornminne |
| Ödsmål 92:3                          | Stensättning                |              | Ödsmål, Bohuslän    |       | 58.112122, 11.904583 | 10162200920003 | Ladda upp en bild av detta fornminne |
| Ödsmål 98:1                          | Hög                         |              | Ödsmål, Bohuslän    |       | 58.117630, 11.838797 | 10162200980001 | Ladda upp en bild av detta fornminne |
| Ödsmål 101:1                         | Hög                         |              | Ödsmål, Bohuslän    |       | 58.119860, 11.848103 | 10162201010001 | Ladda upp en bild av detta fornminne |
| Ödsmål 101:2                         | Hög                         |              | Ödsmål, Bohuslän    |       | 58.119874, 11.848553 | 10162201010002 | Ladda upp en bild av detta fornminne |
| Ödsmål 103:1                         | Röse                        |              | Ödsmål, Bohuslän    |       | 58.123691, 11.854789 | 10162201030001 | Ladda upp en bild av detta fornminne |
| Ödsmål 104:1                         | Grav markerad av sten/block |              | Ödsmål, Bohuslän    |       | 58.123124, 11.857070 | 10162201040001 | Ladda upp en bild av detta fornminne |
| Ödsmål 105:1                         | Gravfält                    |              | Ödsmål, Bohuslän    |       | 58.125882, 11.856805 | 10162201050001 | Ladda upp en bild av detta fornminne |
| Ödsmål 108:1                         | Stensättning                |              | Ödsmål, Bohuslän    |       | 58.126209, 11.853388 | 10162201080001 | Ladda upp en bild av detta fornminne |
| Ödsmål 110:1                         | Stensättning                |              | Ödsmål, Bohuslän    |       | 58.124014, 11.842072 | 10162201100001 | Ladda upp en bild av detta fornminne |
| Ödsmål 111:1                         | Röse                        |              | Ödsmål, Bohuslän    |       | 58.129629, 11.846144 | 10162201110001 | Ladda upp en bild av detta fornminne |
| Ödsmål 112:1                         | Röse                        |              | Ödsmål, Bohuslän    |       | 58.126234, 11.840701 | 10162201120001 | Ladda upp en bild av detta fornminne |
| Ödsmål 113:1                         | Stensättning                |              | Ödsmål, Bohuslän    |       | 58.097058, 11.816520 | 10162201130001 | Ladda upp en bild av detta fornminne |
| Ödsmål 113:2                         | Stensättning                |              | Ödsmål, Bohuslän    |       | 58.096973, 11.816232 | 10162201130002 | Ladda upp en bild av detta fornminne |
| Ödsmål 114:1                         | Stensättning                |              | Ödsmål, Bohuslän    |       | 58.102650, 11.824379 | 10162201140001 | Ladda upp en bild av detta fornminne |
| Ödsmål 115:1                         | Stenkrets                   |              | Ödsmål, Bohuslän    |       | 58.104596, 11.807613 | 10162201150001 | Ladda upp en bild av detta fornminne |
| Ödsmål 115:2                         | Grav markerad av sten/block |              | Ödsmål, Bohuslän    |       | 58.104475, 11.807770 | 10162201150002 | Ladda upp en bild av detta fornminne |
| Ödsmål 116:1                         | Stensättning                |              | Ödsmål, Bohuslän    |       | 58.097682, 11.855107 | 10162201160001 | Ladda upp en bild av detta fornminne |
| Ödsmål 125:1                         | Stensättning                |              | Ödsmål, Bohuslän    |       | 58.090565, 11.839669 | 10162201250001 | Ladda upp en bild av detta fornminne |
| Ödsmål 126:1                         | Gravfält                    |              | Ödsmål, Bohuslän    |       | 58.128487, 11.855830 | 10162201260001 | Ladda upp en bild av detta fornminne |
| Ödsmål 128:1                         | Stensättning                |              | Ödsmål, Bohuslän    |       | 58.140009, 11.841599 | 10162201280001 | Ladda upp en bild av detta fornminne |
| Röd (Ödsmål 129:1)                   | Stensättning                |              | Ödsmål, Bohuslän    |       | 58.141843, 11.846335 | 10162201290001 | Ladda upp en bild av detta fornminne |
| Ödsmål 131:1                         | Röse                        |              | Ödsmål, Bohuslän    |       | 58.142470, 11.857161 | 10162201310001 | Ladda upp en bild av detta fornminne |
| Ödsmål 133:1                         | Grav markerad av sten/block |              | Ödsmål, Bohuslän    |       | 58.138138, 11.845278 | 10162201330001 | Ladda upp en bild av detta fornminne |
| Ödsmål 133:2                         | Grav markerad av sten/block |              | Ödsmål, Bohuslän    |       | 58.138017, 11.845151 | 10162201330002 | Ladda upp en bild av detta fornminne |
| Ödsmål 134:1                         | Stensättning                |              | Ödsmål, Bohuslän    |       | 58.135562, 11.870517 | 10162201340001 | Ladda upp en bild av detta fornminne |
| Ödsmål 139:1                         | Stensättning                |              | Ödsmål, Bohuslän    |       | 58.157436, 11.856531 | 10162201390001 | Ladda upp en bild av detta fornminne |
| Ödsmål 139:2                         | Stensättning                |              | Ödsmål, Bohuslän    |       | 58.157504, 11.856997 | 10162201390002 | Ladda upp en bild av detta fornminne |
| Ödsmål 141:1                         | Hög                         |              | Ödsmål, Bohuslän    |       | 58.157807, 11.880710 | 10162201410001 | Ladda upp en bild av detta fornminne |
| Ödsmål 141:2                         | Hög                         |              | Ödsmål, Bohuslän    |       | 58.157937, 11.880734 | 10162201410002 | Ladda upp en bild av detta fornminne |
| Ödsmål 141:3                         | Hög                         |              | Ödsmål, Bohuslän    |       | 58.157783, 11.880311 | 10162201410003 | Ladda upp en bild av detta fornminne |
| Gullborget/Gullberget (Ödsmål 142:1) | Fornborg                    |              | Ödsmål, Bohuslän    |       | 58.157553, 11.896334 | 10162201420001 | Ladda upp en bild av detta fornminne |
| Ödsmål 147:1                         | Hög                         |              | Ödsmål, Bohuslän    |       | 58.148236, 11.910184 | 10162201470001 | Ladda upp en bild av detta fornminne |
| Ödsmål 152:1                         | Stensättning                |              | Ödsmål, Bohuslän    |       | 58.119856, 11.862828 | 10162201520001 | Ladda upp en bild av detta fornminne |
| Ödsmål 152:3                         | Stensättning                |              | Ödsmål, Bohuslän    |       | 58.120107, 11.862900 | 10162201520003 | Ladda upp en bild av detta fornminne |
| Ödsmål 153:1                         | Gravfält                    |              | Ödsmål, Bohuslän    |       | 58.117442, 11.860694 | 10162201530001 | Ladda upp en bild av detta fornminne |
| Ödsmål 158:1                         | Stensättning                |              | Ödsmål, Bohuslän    |       | 58.116135, 11.872509 | 10162201580001 | Ladda upp en bild av detta fornminne |
| Ödsmål 164:1                         | Stenkammargrav              |              | Ödsmål, Bohuslän    |       | 58.122248, 11.863133 | 10162201640001 | Ladda upp en bild av detta fornminne |
| Ödsmål 165:1                         | Stenkammargrav              |              | Ödsmål, Bohuslän    |       | 58.126786, 11.874002 | 10162201650001 | Ladda upp en bild av detta fornminne |
| Ödsmål 171:1                         | Stensättning                |              | Ödsmål, Bohuslän    |       | 58.128454, 11.860481 | 10162201710001 | Ladda upp en bild av detta fornminne |
| Ödsmål 171:2                         | Stensättning                |              | Ödsmål, Bohuslän    |       | 58.128808, 11.860912 | 10162201710002 | Ladda upp en bild av detta fornminne |
| Ödsmål 174:1                         | Gravfält                    |              | Ödsmål, Bohuslän    |       | 58.122683, 11.892969 | 10162201740001 | Ladda upp en bild av detta fornminne |
| Bua Slottsberget (Ödsmål 186:1)      | Fornborg                    |              | Ödsmål, Bohuslän    |       | 58.121357, 11.923008 | 10162201860001 | Ladda upp en bild av detta fornminne |
| Ödsmål 190:1                         | Röse                        |              | Ödsmål, Bohuslän    |       | 58.122287, 11.888644 | 10162201900001 | Ladda upp en bild av detta fornminne |
| Ödsmål 198:1                         | Stensättning                |              | Ödsmål, Bohuslän    |       | 58.115127, 11.913085 | 10162201980001 | Ladda upp en bild av detta fornminne |
| Ödsmål 204:1                         | Stensättning                |              | Ödsmål, Bohuslän    |       | 58.113331, 11.864843 | 10162202040001 | Ladda upp en bild av detta fornminne |
| Ödsmål 205:1                         | Stensättning                |              | Ödsmål, Bohuslän    |       | 58.112315, 11.861803 | 10162202050001 | Ladda upp en bild av detta fornminne |
| Ödsmål 212:1                         | Stensättning                |              | Ödsmål, Bohuslän    |       | 58.113694, 11.856979 | 10162202120001 | Ladda upp en bild av detta fornminne |
| Ödsmål 215:1                         | Stensättning                |              | Ödsmål, Bohuslän    |       | 58.118169, 11.895085 | 10162202150001 | Ladda upp en bild av detta fornminne |
| Ödsmål 271:1                         | Stensättning                |              | Ödsmål, Bohuslän    |       | 58.102691, 11.865541 | 10162202710001 | Ladda upp en bild av detta fornminne |
| Ödsmål 287:1                         | Stensättning                |              | Ödsmål, Bohuslän    |       | 58.118586, 11.867974 | 10162202870001 | Ladda upp en bild av detta fornminne |
| Ödsmål 306:1                         | Stensättning                |              | Ödsmål, Bohuslän    |       | 58.136712, 11.847927 | 10162203060001 | Ladda upp en bild av detta fornminne |
| Ödsmål 306:2                         | Stensättning                |              | Ödsmål, Bohuslän    |       | 58.137044, 11.847661 | 10162203060002 | Ladda upp en bild av detta fornminne |
| Ödsmål 326:1                         | Stensättning                |              | Ödsmål, Bohuslän    |       | 58.152050, 11.917976 | 10162203260001 | Ladda upp en bild av detta fornminne |
| Ödsmål 360:1                         | Stensättning                |              | Ödsmål, Bohuslän    |       | 58.104328, 11.873260 | 10162203600001 | Ladda upp en bild av detta fornminne |
| Ödsmål 400                           | Hällristning                |              | Ödsmål, Bohuslän    |       | 58.098216, 11.851349 | 12000000070481 | Ladda upp en bild av detta fornminne |